# Dinosauriërs
De dinosauriërs of dinosaurussen – de eerste benaming is de vertaling in het Nederlands van Dinosauria, de wetenschappelijke naam van de groep – vormen een diverse groep van reptielen, behorend tot de Archosauria, die stamt uit het Mesozoïcum. Tegenwoordig is bekend dat de vogels dinosauriërs zijn.
De Dinosauria ontstonden ongeveer 230 miljoen jaar geleden in het Trias, als afsplitsing binnen de ruimere groep van de Dinosauriformes. De eerste dinosauriër was een kleine tweevoetige vleeseter. Die was de directe voorouder van de twee hoofdgroepen waarin alle andere dinosauriërs onderverdeeld kunnen worden: de Saurischia (waaronder de vogels) en de Ornithischia. In deze beide groepen ontwikkelden zich al snel ook plantenetende soorten. De dinosauriërs werden dominant tegen het eind van het Trias, toen op het land de meeste andere grote dieren uitstierven. Tijdens het hierop volgende Jura en Krijt waren de dinosauriërs 140 miljoen jaar lang de heersende landdieren, de grootste die ooit geleefd hebben. Duizenden soorten, vleeseters en planteneters, ontwikkelden zich in allerlei vormen, mede door het uit elkaar bewegen van de continenten. De zeereptielen uit die tijd en de pterosauriërs, vliegende reptielen, waren echter geen dinosauriërs. Op het eind van het Krijt, 66 miljoen jaar geleden, stierven de meeste dinosauriërs uit, wellicht ten gevolge van een meteorietinslag. Sommige dinosauriërs overleefden echter, namelijk de groep van de vogels.
Sinds 1808 worden de uitgestorven dinosauriërs wetenschappelijk beschreven en Richard Owen gaf de groep in 1842 haar naam, die "geduchte sauriërs" betekent. Tussen 1870 en 1925 werden veel dinosauriërfossielen ontdekt, vooral in Noord-Amerika. Daarna nam de belangstelling flink af, maar sinds 1968 is er weer een aanzienlijke opleving van het onderzoek, de dinosauriërrenaissance. Met name in China en Argentinië zijn honderden nieuwe soorten gevonden. Er zijn sterk verbeterde inzichten verworven over hun verwantschappen, bouw en levenswijze. Vroegere populairwetenschappelijke boeken over het onderwerp zijn hierdoor totaal verouderd geraakt.
Door de vormenrijkdom aan dinosauriërs is het moeilijk typische eigenschappen van de groep aan te geven. Niet een bepaald lichamelijk kenmerk maakt een dier tot een dinosauriër, maar het feit dat hij van de eerste dinosauriër afstamt. Behalve grote dinosauriërs waren en zijn er ook heel kleine. Dinosauriërs zijn reptielen en hebben een althans gedeeltelijk geschubde huid en planten zich voort door middel van eieren. Anders dan de overige huidige reptielen zijn de bestaande dinosauriërs, de vogels, warmbloedig. Onbekend en omstreden is in welke mate de uitgestorven dinosauriërs warmbloedig waren en over een verenkleed of vacht beschikten. Kleine soorten dinosauriërs hadden, ook als het geen vogels waren, vermoedelijk een hoge stofwisseling en verschillende van hun fossielen tonen de resten van veren of haren. De meeste wetenschappers denken nu dat alle dinosauriërs, ook de grootste, vrij actieve dieren waren in plaats van sloom of log, wat hun evolutionaire succes verklaart.

## Definitie
Sinds de achttiende eeuw werd heel het dierenrijk stelselmatig door de zoölogen ingedeeld in verschillende onderverdelingen. De discipline van de taxonomie gaf iedere onderverdeling haar plaats door er een taxonomische rang aan toe te kennen. Omdat er verschillende indelingen verdedigbaar waren, wisselden die rangen vaak sterk. De Dinosauria hadden tegen het eind van de twintigste eeuw meestal de rang van superorde binnen de klasse van de reptielen. De inhoud van het begrip Dinosauria was een historisch toeval: in 1842 had Richard Owen het woord gebruikt om een aantal geslachten, waaronder de twee eerst beschreven dinosauriërs Iguanodon en Megalosaurus, af te grenzen. Het begrip had vrij willekeurig ruimer of enger kunnen uitvallen en na 1842 zouden taxonomen op grond van hun persoonlijke voorkeur groepen wel of niet onder de dinosauriërs rekenen. Hoewel duidelijk werd dat vogels van dinosauriërs afstammen, bleef men ze in een aparte klasse Aves onderbrengen, omdat dat traditioneel was.
Rond 1975 werd de aandacht bij het indelen echter verlegd van het, in wezen door de wetenschap onoplosbare, probleem welke rangnaam gebruikt moest worden, naar de wetenschappelijke vraag welke evolutionaire stamboom in feite aanwezig is. Men wil tegenwoordig vaststellen welke dieren samen een bepaalde clade vormen: een verzameling van alle dieren die van een bepaalde voorouder afstammen. Een, daarvoor overbodige, rang wordt dan meestal niet meer toegekend. Een klade wordt altijd mede gedefinieerd op basis van verwantschap en als uitgangspunt daarbij neemt men niet de voorouder – die zal zelden zijn teruggevonden – maar relevante (want wel teruggevonden) afstammelingen.
Ook het begrip Dinosauria is als zo een klade gedefinieerd, een die dan feitelijk ook de vogels blijkt te omvatten, binnen de grotere klade der reptielen of Sauropsida. Bij de definitie van kladen probeert men zo veel mogelijk aansluiting te vinden bij de traditionele inhoud. Een vaak gebruikte definitie van Dinosauria is dan ook: alle afstammelingen van de laatste gemeenschappelijke voorouder van Iguanodon en Megalosaurus (inclusief die voorouder zelf). Deze twee genera valt de eer niet alleen te beurt omdat zij de twee eerst beschreven dinosauriërs zijn, maar ook als exemplaren van de Saurischia en de Ornithischia, de twee hoofdgroepen binnen de Dinosauria. Het is niet precies bekend wie als eerste met die definitie kwam en, mede daarom, is ze nooit gepubliceerd in een serieus wetenschappelijk tijdschrift. De gangbare definitie waarnaar in technische publicaties meestal verwezen wordt, stamt uit 1993, is van de paleontoloog Kevin Padian en is verankerd op Triceratops horridus (een ornithischiër) en de huismus Passer domesticus, als vertegenwoordiger van de laatste groep nog levende saurischische dinosauriërs: de vogels. Op die manier zijn vogels niet alleen feitelijk, maar ook per definitie dinosauriërs.
De definitie van de dinosauriërs zegt in principe niets over de lichamelijke eigenschappen van de dinosauriërs. Het is dus niet zo dat een bepaald uniek kenmerk een dier tot een dinosauriër maakt; alleen de afstamming is bepalend. Wel kan men natuurlijk alleen op basis van kenmerken vaststellen of een dier afstamt van de laatste gemeenschappelijke voorouder van alle dinosauriërs en daarmee zelf een dinosauriër is. Dat is het lastigst bij verwante soorten die heel kort na de vooroudersoort leefden; die zouden misschien ook neefjes van die voorouder geweest kunnen zijn in plaats van afstammelingen. Om dat te bepalen moet men onderzoeken welke kenmerken de voorouder van de dinosauriërs bezat die anders waren dan die van zijn ruimere verwanten. Dit zijn de zogenaamde synapomorfieën van de dinosauriërs. Dit is alleen indirect vaststelbaar want de vooroudersoort zelf heeft men nog niet gevonden en het is onwaarschijnlijk dat dit ooit zal gebeuren. Naarmate het onderzoek vordert, blijven er steeds minder mogelijke kenmerken over, doordat bepaalde eigenschappen toch ook bij de ruimere verwanten blijken voor te komen of pas bij latere afstammelingen blijken op te duiken. Naar onze huidige kennis is een waarschijnlijke synapomorfie van de dinosauriërs het bezit van een grijpende hand met een halfopponeerbare duim en een verkorte vierde en vijfde vinger. Veel latere dinosauriërs verloren dit kenmerk weer.
In de volksmond wordt ieder groot prehistorisch reptiel (of ander uitgestorven dier) wel een "dinosaurus" genoemd. Wetenschappelijk gezien zijn echter bijvoorbeeld de vliegende pterosauriërs en de in zee levende ichthyosauriërs, plesiosauriërs en mosasauriden géén dinosauriërs. Voor zover bekend, was geen enkele dinosauriër een echt zeedier. Er waren en zijn wel vliegende dinosauriërs, namelijk de vogels. Het wetenschappelijke begrip dinosauriër valt dus niet samen met het gangbare spraakgebruik waarin dinosaurus niet op huidige kleine, bevederde vogels betrekking heeft, maar op uitgestorven reusachtige geschubde dieren.

## Evolutie

Schema van de evolutie van de belangrijkste groepen dinosauriërs

### Oorsprong

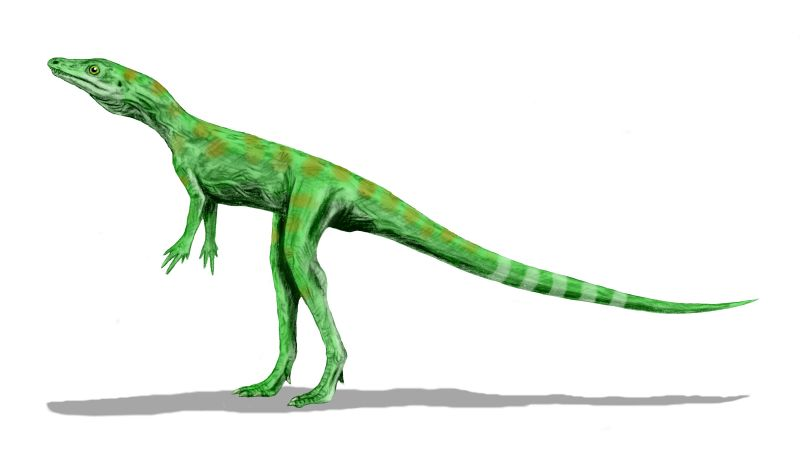
Dromomeron, een dinosauromorf, maar geen dinosauriër

Tijdens het Trias, 251 tot 200 miljoen jaar geleden, lag vrijwel alle continentale massa bij elkaar in het supercontinent Pangea. Uit reptielen van de groep der Archosauria – waarvan tegenwoordig alleen nog de krokodillen en de vogels over zijn – ontstonden de eerste dinosauriërs. De meer oorspronkelijke voorouders binnen de archosauriërs waren vermoedelijk kleine jagers die zich op vier poten voortbewogen. De poten stonden recht onder het lichaam in plaats van ernaast, zoals bij eerdere reptielen. Later ontstonden roofdieren die op twee poten rondrenden, de eerste Dinosauromorpha. Een latere deelgroep daarvan waren de Dinosauriformes en daarvan weer waren de dinosauriërs een deelgroep. Nauwe verwanten van de dinosauriërs zijn Silesaurus en Sacisaurus. De eerste dinosauriër leefde meer dan 235 miljoen jaar geleden in het Ladinien of het Anisien van het Trias. Welke dat was, weten we niet; vermoedelijk betrof het ook hier een kleine vleeseter, maar het kan ook een alleseter geweest zijn. De oudste zekere dinosauriërs waarvan fossielen bekend zijn, dateren uit het latere Carnien en zijn ongeveer 230 miljoen jaar oud; ze maakten toen nog maar een onbelangrijk deel uit van de totale fauna.

### Saurischia en Ornithischia
De dinosauriërs splitsen zich meteen in twee takken, de Saurischia en de Ornithischia. Alle dinosauriërs behalve de laatste gemeenschappelijke voorouder behoren per definitie tot een van die twee hoofdgroepen. De Saurischia leefden van het Trias tot heden. Als groep zijn de Saurischia genoemd naar de driestralige organisatie van het bekken, waarin het schaambeen naar voren is gericht: de hagedis-heup. Dit is overigens een oorspronkelijke eigenschap van alle reptielen, een plesiomorfie, die dus niet direct gebruikt kan worden om de groep Saurischia af te palen; sommige Saurischia hebben daarbij het schaambeen naar achteren gericht. De Ornithischia leefden vanaf het Boven-Trias tot en met het Boven-Krijt. Alle ontdekte soorten zijn plantenetende reptielen, maar de allereerste Ornithischia waren vermoedelijk vleeseters of omnivoren. Alle bekende ornithischiërs, behalve de zeer basale vorm Pisanosaurus, bezitten een afgeleide vierstralige organisatie van het bekken, waarin het schaambeen een naar voren gericht uitsteeksel bezit, de processus praepubicus, maar verder naar achter gericht is: de vogel-heup. Zo'n nieuwe eigenschap, een apomorfie, kan wél gebruikt worden om een groep te onderscheiden. Overigens is het ondanks de naamgeving zo dat de vogels vrijwel zeker tot de Saurischia behoren; vandaar dat die groep nog niet is uitgestorven.
In 2017 stelde een studie dat de indeling in Saurischia en Ornithischia onjuist was, omdat de meeste vleesetende dinosauriërs met de ornithischiërs een overkoepelende groep Ornithoscelida zouden vormen. In dit geval zouden de Saurischia, nog slechts bestaande uit de Sauropodomorpha en Herrerasauridae, binnen de gebruikelijke definities van de Dinosauria buiten die groep vallen. Het artikel gaf een nieuwe definitie van de Dinosauria: de groep bestaande uit de laatste gemeenschappelijke voorouder van Passer domesticus, Triceratops horridus en Diplodocus carnegii en al zijn andere afstammelingen. Deze hypothese is nog zeer omstreden.

#### Evolutie van de Saurischia

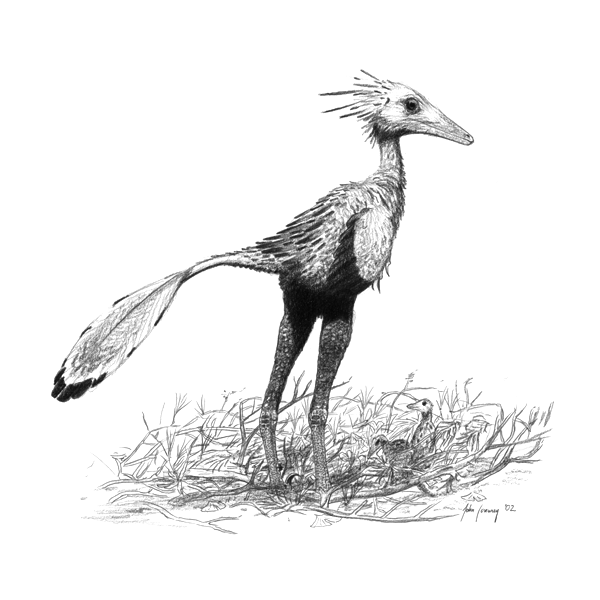
De troodontide Sinornithoides toont hoe vogelachtig maniraptore theropoden waren, ook indien zelf géén vogel

De belangrijkste onderverdeling binnen de Saurischia is die tussen de Theropoda – die waren overwegend vleeseters – en de Sauropodomorpha, planteneters. De splitsing van de sauropodomorfen en theropoden viel waarschijnlijk al in het Carnien; er zijn twee vermoedelijke sauropodomorfen bekend uit die tijd: Saturnalia en Panphagia. Het is mogelijk dat er vroege saurischiërs waren die nog niet tot een van die twee groepen behoorden. Twee van de oudste ontdekte vleesetende dinosauriërs, Eoraptor en Herrerasaurus, zijn zo primitief dat het een twistpunt is of ze basale saurischiërs zijn of al theropoden. Op het eind van het Carnien stierven veel diergroepen uit, en later in het Trias, in het Norien, kregen de saurischiërs hierdoor de kans te evolueren en de opengevallen plaatsen te vullen. Deze dinosauriërs werden snel de dominante grotere landdieren.
De theropoden ontwikkelden een enorme soortenrijkdom en bleven op alle continenten de dominante roofdieren. De belangrijkste onderverdeling was die tussen de Ceratosauria en de Tetanurae. Binnen de Tetanurae ontwikkelde zich vrij vroeg een groep met ook erg grote vormen: de Carnosauria, ook wel Allosauroidea genoemd. Bij de zustergroep daarvan, die langer alleen uit kleinere soorten bestond, de Coelurosauria, zijn de eerste aanwijzingen gevonden van een primitief verenkleed. Sommige coelurosauriërs werden later erg groot, zoals de Tyrannosauridae. Een andere deelgroep van de coelurosauriërs combineerde een volledig verenkleed met een hoge stofwisseling: de Maniraptora. Bepaalde maniraptoren werden planteneters, waaronder de Therizinosauria. Uit een andere tak van de maniraptoren, de Eumaniraptora, kwamen de vogels voort, de zustergroep van de Deinonychosauria.
De Sauropodomorpha bestonden eerst uit vrij kleine langgerekte en langgenekte tweevoeters. In het vroege Jura ontstonden zwaardere vormen met heel lange nekken die op vier voeten gingen lopen: de Sauropoda. De kleinere vormen, vroeger wel Prosauropoda genoemd, stierven daarna uit, maar de sauropoden kwamen tot grote bloei. Tot deze groep behoren de grootste landdieren die ooit bestaan hebben.

#### Evolutie van de Ornithischia

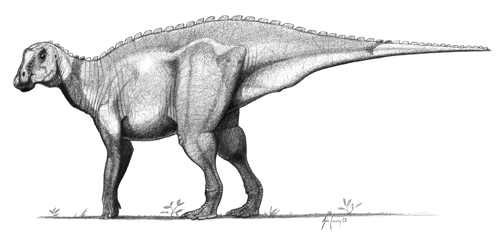
Gryposaurus, een euornithopode ornithischiër

De vroegste Ornithischia – waarvan we overigens weinig weten; Pisanosaurus was de enige beschreven soort uit het Trias tot de ontdekking van Eocursor – bleven tweevoeters. Een vroege afsplitsing waren de Heterodontosauridae. In het Jura ontstonden binnen de meer afgeleide ornithischiërs, de Genasauria, vormen die weer op vier poten gingen lopen. Allereerst splitsen zich de Thyreophora af, gepantserde dinosauriërs, die verder evolueerden tot de Stegosauria en Ankylosauria.
De zustergroep van de thyreoforen, de Cerapoda, splitste zich in de Euornithopoda en de Marginocephalia. Tot de marginocefaliërs behoorden de tweevoetige Pachycephalosauria, soorten met dikke schedels, en de Ceratopia, die de viervoetige gehoornde dinosauriërs omvatten. De euornithopoden bleven allen de mogelijkheid behouden om op twee voeten te lopen, hoewel de grootste soorten zich ook op vier poten konden voortbewegen.

### Vormenrijkdom door continentsplitsing
Tijdens het Jura, 200 tot 145 miljoen jaar geleden, begon Pangea uit elkaar te vallen. Via landbruggen konden dieren vermoedelijk eerst nog wel van de ene naar de andere plaats trekken. Al in het begin van het Jura hadden de dinosauriërs bijna alle andere grote landdieren verdrongen. Op het eind van het Jura moeten de meeste belangrijke deelgroepen van de dinosauriërs zich al hebben afgesplitst; maar sommige waren kennelijk zo zeldzaam dat we hun fossielen nog niet hebben teruggevonden. Tijdens het Krijt, 145 tot 65 miljoen jaar geleden, waren alle continenten uit elkaar gevallen. Dit leidde ertoe dat op ieder werelddeel een unieke fauna tot ontwikkeling kwam en het aantal soorten dinosauriërs zijn maximum bereikte. Onder de planteneters namen vooral de Ornithischia in soortenaantal toe, iets wat wel verklaard is uit een verandering van de flora: de opkomst van de bedektzadigen. Deze algehele vormenrijkdom wordt pas de laatste jaren goed onderzocht en heeft vele tientallen soorten opgeleverd die nogal afwijken van wat eerder uit Noord-Amerika en Europa bekend was geworden.
Zuid-Amerika kwam geïsoleerd te liggen, zodat daar heel nieuwe, opmerkelijke soorten ontstonden, zoals Argentinosaurus, een gigantische sauropode en Giganotosaurus, een theropode die nog iets groter was dan de beruchte Tyrannosaurus uit het westen van Noord-Amerika; dat continent was zelf door de hoge zeespiegel in drieën verdeeld. Hetzelfde deed zich voor in Afrika en India (toen nog een apart continent). Ook China ontwikkelde ten dele een afwijkende fauna van Noord-Amerika, hoewel landbruggen daar vaker verbindingen vormden. De schattingen over hoeveel soorten dinosauriërs er in totaal geleefd hebben, behalve de vele tienduizenden vogelsoorten, lopen sterk uiteen van enkele duizenden tot enkele tienduizenden. Op het eind van het Krijt moeten gelijktijdig enkele honderden soorten dinosauriërs voorgekomen zijn.

## Massa-extinctie aan het eind van het Krijt: het vermeende "Uitsterven der dinosauriërs"

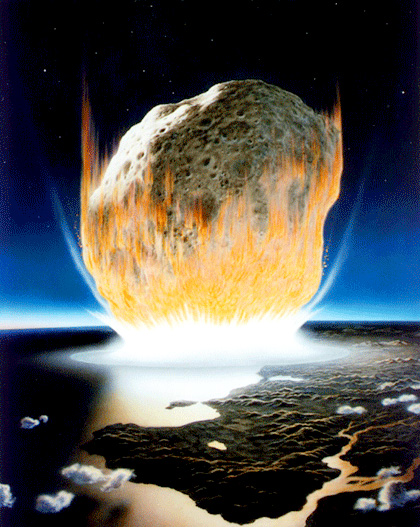
Een meteorietinslag is tegenwoordig de populairste verklaring voor het uitsterven van alle dinosauriërs behalve de vogels

Op de grens van het Krijt (140 tot 66 miljoen jaar geleden) en het Kenozoïcum of Tertiair (66 tot 2 miljoen jaar geleden), de zogenaamde K-T-overgang, vond een massa-extinctie plaats: een massaal uitsterven, in dit geval van ongeveer de helft tot driekwart van de toen levende diersoorten. Vooral de grotere levensvormen werden zwaar getroffen; geen enkel echt landdier zwaarder dan vijf kilo overleefde. Het staat bekend als het "uitsterven der dinosauriërs", maar dat is een misleidende aanduiding. Behalve dinosauriërs verdwenen ook diverse andere groepen, waaronder de ammonieten, de pterosauriërs en zeereptielen zoals de plesiosauriërs, vrij abrupt van de aardbodem. Daarbij overleefde één groep dinosauriërs het wel: de vogels. Verreweg de meeste paleontologen nemen sinds 1974 namelijk aan dat vogels dinosauriërs zijn, in de zin dat zij afstammen van en daardoor behoren tot een groep dinosauriërs die theropoden wordt genoemd. Binnen deze gangbare interpretatie zijn de dinosauriërs dus niet als geheel uitgestorven.
Toen het in de late negentiende eeuw duidelijk werd dat er zich op het eind van het Krijt echt een groot uitsterven had voorgedaan – eerst dacht men nog dat het misschien alleen maar zo leek doordat de gegevens te slecht waren – stelde dat de toenmalige wetenschap voor grote problemen. De toen heersende leer van het uniformitarisme geloofde dat alle veranderingen op aarde geleidelijk hadden plaatsgevonden; de gedachte dat er rampen op wereldniveau zouden kunnen zijn geweest, zoals nog beweerd door het eerdere catastrofisme, verwierp men. Het snelle uitsterven van veel soorten paste echter niet goed binnen een model van trage veranderingsprocessen. Het probleem van het uitsterven der dinosauriërs werd daarom grotendeels verwaarloosd; tot 1979 waren de gebruikelijkste verklaringen: afkoeling van het klimaat en concurrentie door zoogdieren, hoewel er helemaal geen sterke aanwijzingen waren voor een belangrijke klimaatverandering en zoogdieren veel te klein waren om dinosauriërs te kunnen verdringen. De zwakte van de standaardverklaringen leidde tot allerlei wilde speculaties over wat dan wel de echte oorzaak geweest zou kunnen zijn.
Rond 1975 werden catastrofistische theorieën toch weer aanvaardbaar, omdat de toenemende astronomische kennis het aannemelijk maakte dat de aarde in de loop van haar geschiedenis vaak is geteisterd door de straling van supernova's en botsingen met grote kometen en meteorieten. In 1979 was het de geoloog Walter Alvarez duidelijk geworden, mede door onderzoek van anderen, dat de grenslaag van het Krijt en het Kenozoïcum gekenmerkt wordt door een hoge concentratie van iridium, een metaal dat zeldzaam is in de aardkorst, maar typerend voor een bepaalde meteorietklasse. Deze "iridiumpiek" verklaarde hij met de theorie dat 65 miljoen jaar geleden een grote meteoriet van tien kilometer doorsnede insloeg; de inslag zou ook het uitsterven veroorzaakt hebben. De veronderstelde uitstervingsmechanismen waren de schokgolf en de warmtestraling door de hete ejecta die vele grote dieren meteen gedood moeten hebben; de hitte zou ook de wouden van de planeet tot ontbranding gebracht hebben en de roetdeeltjes zouden het zonlicht jarenlang tegengehouden hebben waardoor de koolstofkringloop stopte. De dinosauriërs waren als de grootste landdieren het kwetsbaarst voor de schokgolf en konden niet in holen schuilen tegen de straling; aan het eind van de voedselketen staand, zouden ze het eerste op soortniveau slachtoffer geworden zijn van het afsterven van de planten; daarbij waren hun aantallen kleiner. De vogels waren echter groot in getal, te klein om bijna allemaal door de schokgolf gedood te worden, konden in holen gescholen hebben en hadden een lage absolute energiebehoefte. Dit zou verklaren waardoor ze als enige dinosauriërs konden overleven.
Alvarez' theorie riep veel weerstand op. Op twee manieren werd geprobeerd zijn hypothese te weerleggen. De eerste was dat men trachtte aan te tonen dat dinosauriërs helemaal niet plotseling uitstierven, maar al lang voor de vermeende inslag aan een neergang bezig waren. Een langzaam dalende soortenrijkdom zou hierop duiden en er zouden ook aanwijzingen zijn dat dinosauriërs buiten de vogels nog na het Krijt voorkwamen. De andere methode was dat een plaatselijk mechanisme, dus niet buitenaards, werd gezocht dat een vrij plots uitsterven kon verklaren. De paleontoloog Robert Thomas Bakker veronderstelde bijvoorbeeld een pandemie, veroorzaakt doordat grote groepen organismen die miljoenen jaren van elkaar gescheiden geweest waren en geen weerstand tegen elkaars microben hadden opgebouwd, elkaar tegen kwamen toen de continenten waarop zij leefden samenkwamen door de platentektoniek. Een meer populaire verklaring zocht de oorzaak in de zeer sterk toegenomen vulkanische activiteit: de gigantische uitstoot van de Deccan Traps vergiftigde aan het eind van het Krijt het aardse ecosysteem.
Tegenwoordig is het bestaan van de meteorietinslag zelf algemeen aanvaard. In 1990 werd duidelijk dat in Yucatán in Mexico de inslagkrater in 1978 al ontdekt was bij Chicxulub. Behalve deze Chicxulubkrater zelf zijn er vele gegevens verzameld die duiden op een enorm effect van zo'n inslag, waaronder vondsten van geschokte kwarts, andere mineralen die ontstaan bij inslagmetamorfose, mogelijke ejecta, en afzettingen van zeer grote tsunami's in een grote cirkel rond Chicxulub. Dat het getroffen gebied uit kalksteen bestond met een hoog zwavelgehalte, zou ook nog een extreem broeikaseffect en vernietigende zure regen veroorzaakt hebben. De theorie dat het uitsterven van de dinosauriërs een geleidelijk proces was, wordt steeds slechter ondersteund. Verfijndere onderzoeken wijzen op een grote vormenrijkdom tot het eind, misschien wel een duizendtal soorten bedragend; hoogstens zal lokaal de variatie door toeval net wat lager gelegen hebben op het moment van de inslag. Er zijn geen goede gegevens gevonden die wijzen op een overleven van dinosauriërs anders dan vogels tot in het Paleogeen. De vraag is nu of de inslag een voldoende verklaring biedt of dat andere mechanismen toch ook een rol speelden. De meeste wetenschappers neigen naar het laatste: men neemt aan dat de meteorietinslag juist zo vernietigend kon zijn doordat het ecosysteem in de voorgaande paar miljoen jaar al ontwricht en verzwakt was door de uitstoot van de Deccan Traps, waarvan een laatste piekactiviteit wellicht door de inslag werd uitgelokt. De inslag zou echter beslissend zijn geweest.
Wat de oorzaak van het uitsterven ook precies was, vele soorten kleinere dieren zoals insecten, amfibieën en zoogdieren overleefden de ramp wel, waardoor zij de ruimte kregen om zich verder te ontwikkelen. Het verdwijnen van de grote dinosauriërs maakte zo de evolutie van de grote zoogdieren mogelijk, inclusief die van de mens. De overlevende dinosauriërs, de vogels, zouden ten dele weer vleesetende en plantenetende niet-vliegende grote vormen worden, maar hun grootste radiatie kennen als kleine vliegende roofdieren: de insectenetende zangvogels, waarvan er sinds het Mioceen vermoedelijk meer soorten geëvolueerd zijn dan alle andere eerdere dinosauriërs bij elkaar. Hoewel het vroeger gebruikelijk was het Tertiair als het Tijdperk der Zoogdieren te omschrijven, vonden de dinosauriërs juist in dat tijdperk de piek van hun soortenrijkdom: er zijn tegenwoordig immers ongeveer tweemaal zoveel soorten vogels als zoogdieren. Zo bezien heeft de komst van de moderne mens tientallen malen meer soorten dinosauriërs uitgeroeid dan de meteorietinslag.

## Ontdekkingsgeschiedenis

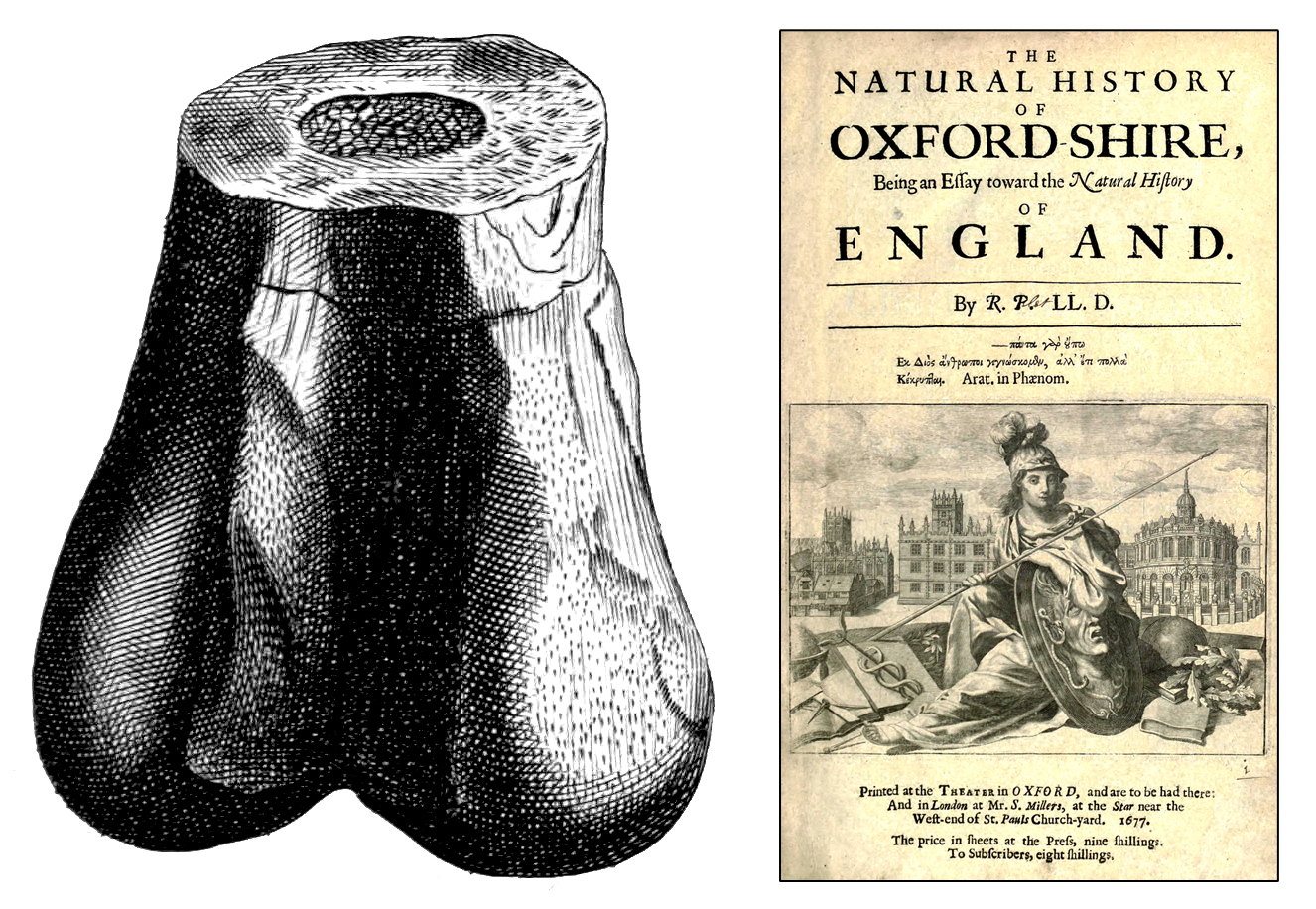
Scrotum humanum

### Van mythe tot wetenschap
Fossiele botten van dinosauriërs zijn niet heel zeldzaam en moeten al vroeg door mensen aangetroffen zijn. Over oudere culturen hebben we aanwijzingen dat deze resten mythologisch verklaard werden als de sporen van voorouderlijke totemdieren, helden of fabeldieren. Zo schijnen de legenden van draken in China hun oorsprong te vinden in "drakenbotten", de naam voor alle fossiele beenderen, waaronder waarschijnlijk ook botten van dinosauriërs. Het is ook verondersteld dat fossielen van Protoceratops de aanleiding zijn geweest voor de legende dat er in Azië griffioenen leefden.
In het vroegmoderne Europa van de zestiende en zeventiende eeuw werden dergelijke resten door geleerden beschreven vanwege hun curiositeitswaarde. Men zag ze soms nog steeds als overblijfselen van, elders ter wereld nog voorkomende, draken, maar ook wel als resten van monsters van voor de Zondvloed of als botten van exotische beesten die door de Romeinen meegenomen waren. Zo werd het allereerste dinosauriërfossiel dat geïllustreerd beschreven werd, in 1676 door de Engelsman Robert Plot in zijn Natural History of Oxfordshire, door hem in het begin beschouwd als het dijbeen van een Romeinse krijgsolifant – later stelde hij zijn mening bij en concludeerde dat het van een reus was. In 1763 gaf Richard Brookes het fossiel puur vanwege de vorm de aanduiding Scrotum humanum (menselijke balzak), wat soms wel genoemd wordt als eerste binomiale naam van een dinosauriër, hoewel het door Brookes niet als een biologische geslachtsnaam bedoeld was; in ieder geval is de naam niet meer geldig omdat zij in onbruik is geraakt (een zogenaamde nomen oblitum). Afgaand op de illustratie – het fossiel is later zoek geraakt – ging het om de onderkant van het dijbeen van een theropode.
In de achttiende eeuw, tijdens de Verlichting, begonnen westerse wetenschappers steeds meer openlijk afstand te nemen van de toen gangbare Bijbeluitleg volgens welke de leeftijd van de aarde in slechts weinige duizenden jaren gemeten kon worden. Men keerde terug naar eerdere opvattingen uit de klassieke oudheid, bijvoorbeeld van Plato en Aristoteles, dat de wereld onnoemelijk oud was of zelfs eeuwig. Dit werd ondersteund door het systematisch onderzoek van de geologie dat toen op gang kwam, maar ook door de vondst van fossiele dieren die zo afweken van de huidige soorten dat ze waarlijk voorwereldlijk leken, afkomstig uit een wereldtijdperk lang voor het huidige waarvan de levensgemeenschap bijna geheel was uitgestorven – en niet alleen de uitzonderlijke monsters die omdat ze niet binnen de goddelijke wereldorde pasten, waren vernietigd. Onder deze vondsten waren echter nauwelijks dinosauriërs: het ging meestal om zeereptielen. De meest tot de verbeelding sprekende gevallen betroffen Mosasaurus en de pterosauriër Pterodactylus. Er werd wel wat fossiel materiaal opgegraven waarvan we tegenwoordig begrijpen dat het van dinosauriërs afkomstig moet zijn geweest, maar dit trok in de achttiende eeuw geen enkele belangstelling, omdat het te fragmentarisch was om een duidelijk beeld van het oorspronkelijke dier op te leveren.

### De eerste uitgestorven dinosauriërs worden beschreven

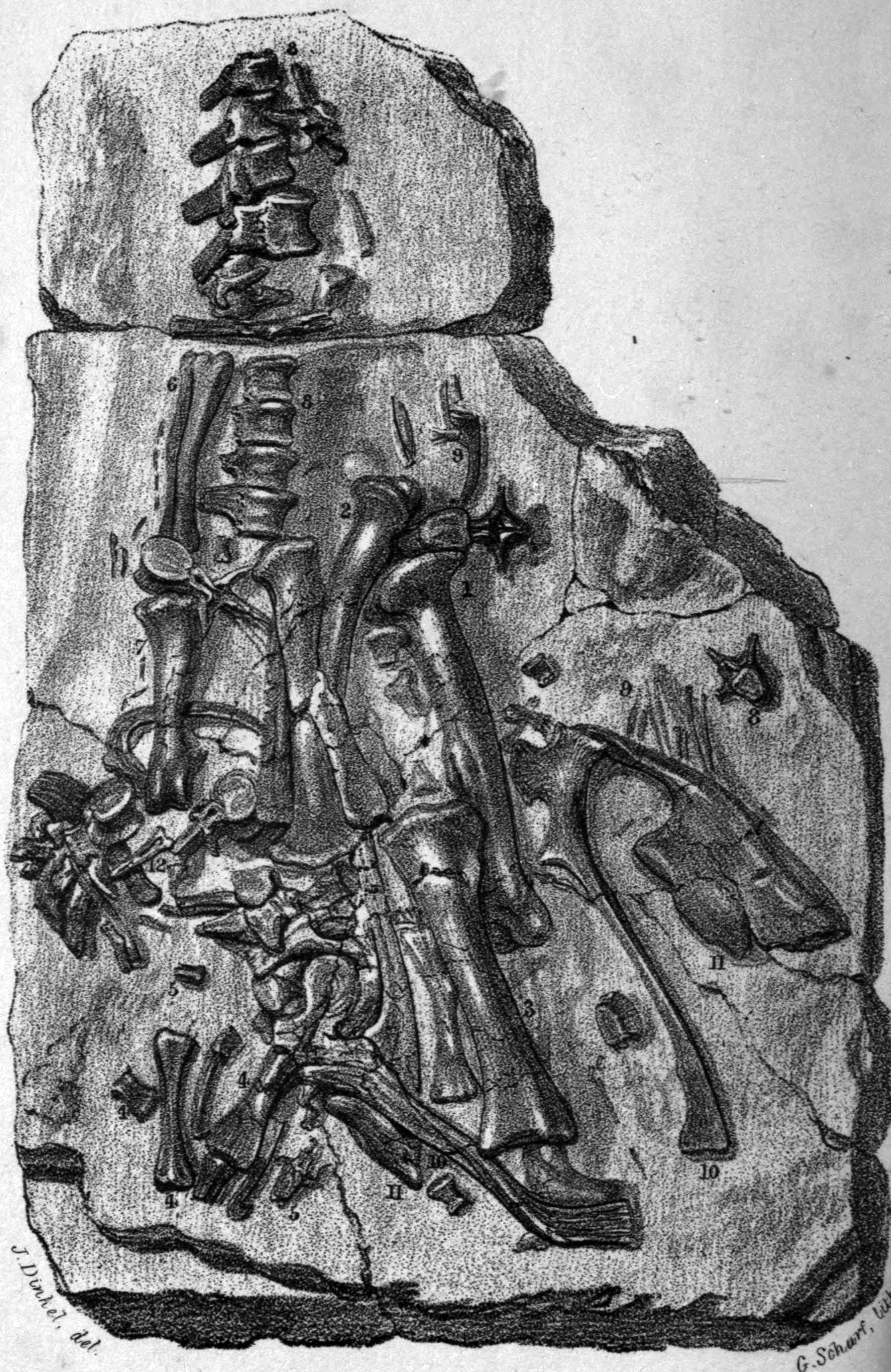
Het blok met het Iguanodon-fossiel dat Mantell in 1834 verwierf

Dit veranderde in het begin van de negentiende eeuw, niet zozeer doordat er veel betere fossielen opdoken, maar omdat er in Engeland een arts leefde, Gideon Mantell, die zo bezeten was van de paleontologie dat hij er zijn carrière, vermogen, huwelijk en gezondheid aan opofferde en die erin slaagde ook op grond van slecht materiaal een doorbraak te bereiken. Vanaf ongeveer 1810 werden er in steengroeven in Zuid-Engeland steeds meer fragmenten gevonden van wat kennelijk zeer grote dieren waren. Op grond van één enkele tand, in 1821 door zijn vrouw gevonden, wist Mantell de determinatie te bereiken dat het om een reusachtig plantenetend landreptiel moest gaan – terwijl de toen toonaangevende taxonoom Georges Cuvier hem nog verteld had dat het een neushoorn betrof. In 1825 benoemde en beschreef hij op grond van wat tanden en botten de dinosauriër Iguanodon.

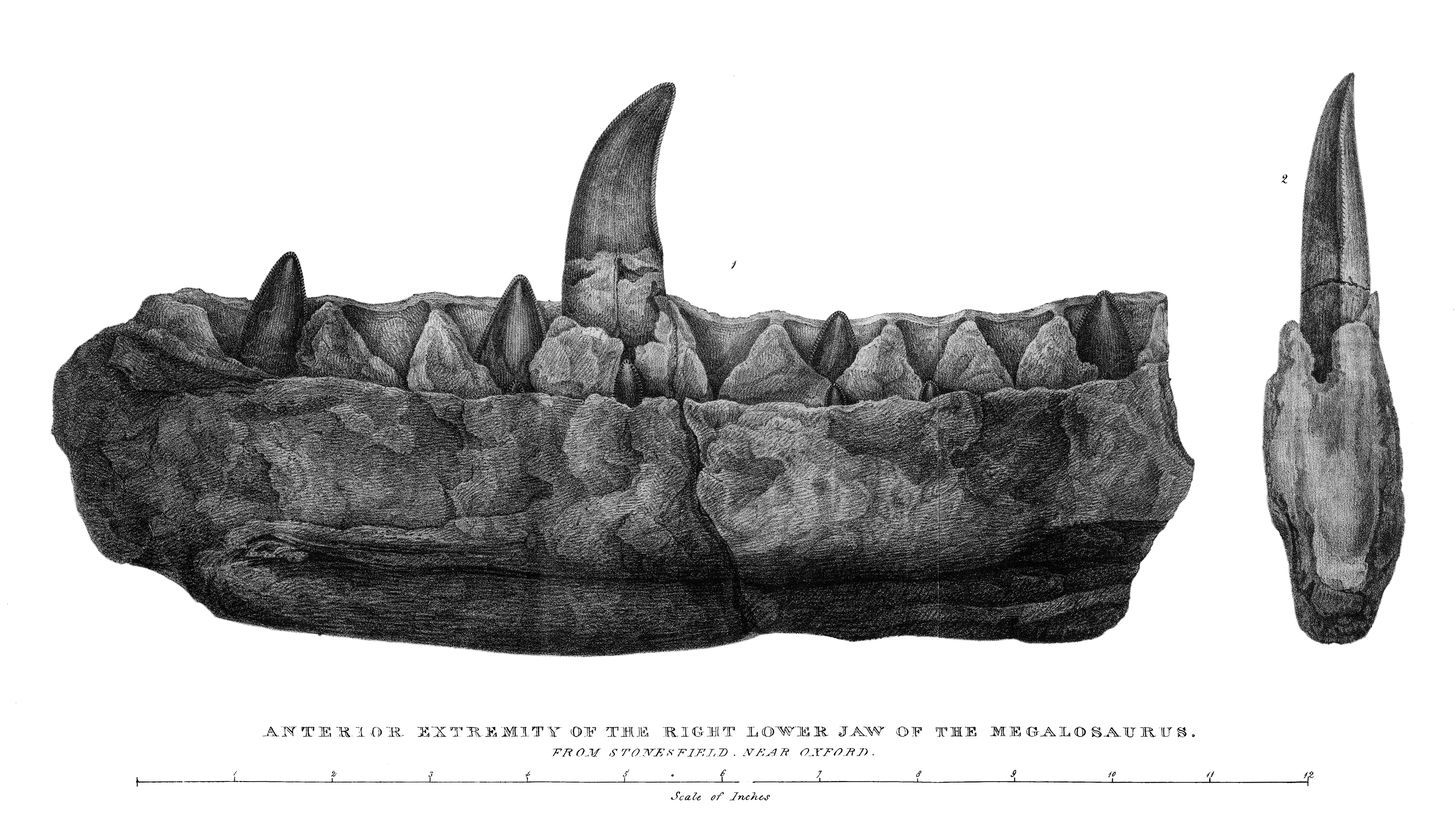
Het kaakfragment uit het holotype van Megalosaurus

Toch was dit niet de eerste uitgestorven dinosauriër die beschreven zou worden (de eerste nog levende vogels kregen al in de achttiende eeuw hun wetenschappelijke naam). Rond 1815 waren er een kaakfragment, wat wervels en een dijbeen ontdekt van een reusachtig vleesetend reptiel; in 1824 werd dit benoemd door dominee William Buckland als Megalosaurus. Door de activiteiten van Mantell werden beide dieren meteen met elkaar in verband gebracht. Maar men zag ze niet als een groep die heel erg afweek van andere reptielen. Uit de Iguanodon- en Megalosaurus-fossielen was niet eenvoudig af te leiden hoe de bouw van de dieren was en beiden werden beschouwd als hagedissen, zij het van wel heel opzienbarende afmetingen: Mantell, aannemend dat ook de verhoudingen als die van een typische hagedis waren, schatte de lengte van Iguanodon eerst op zestig meter. Het nieuws dat er kennelijk vroeger zulke enorme wezens rondliepen, prikkelde ook de verbeelding van het grotere publiek; Mantell richtte zelfs een specialistisch paleontologisch museum op om in de behoefte aan informatie te voorzien, het eerste sinds dat van Keizer Augustus. Ook liet hij op eigen kosten een dure monografie verschijnen over het onderwerp.
Later kregen Mantell en Buckland een beter beeld van de morfologie; de vondst van een derde soort, Hylaeosaurus, beschreven in 1832, en de aankoop in 1834 door Mantell van een blok steen met daarin door elkaar liggende delen van een iguanodonskelet, lieten zien dat er toch wat afwijkends aan deze vormen was: hun poten stonden niet gespreid, zoals bij huidige reptielen, maar recht onder het lichaam. Typische hagedissen waren het dus niet. Dit betekende ook dat de dieren een stuk korter waren dan de oorspronkelijke schattingen. Men bleef ze echter onder de ruimere orde Sauria scharen, wat toen de aanduiding was voor de groep die zowel de hagedissen als de krokodilachtigen omvatte, alsmede alle fossiele reptielen die geen slang of schildpad waren. Omdat dit woord lastig letterlijk te vertalen is – het is wel indirect afgeleid van het Griekse σαῦρος, sauros, "hagedis", en zou later meestal gebruikt worden voor de hagedissen alleen, maar betekent toch niet simpelweg "hagedissen" – werd het in het Duits en in navolging hiervan het Nederlands, weergegeven met de directe afleiding Saurier/sauriërs.

### De Dinosauria krijgen hun naam

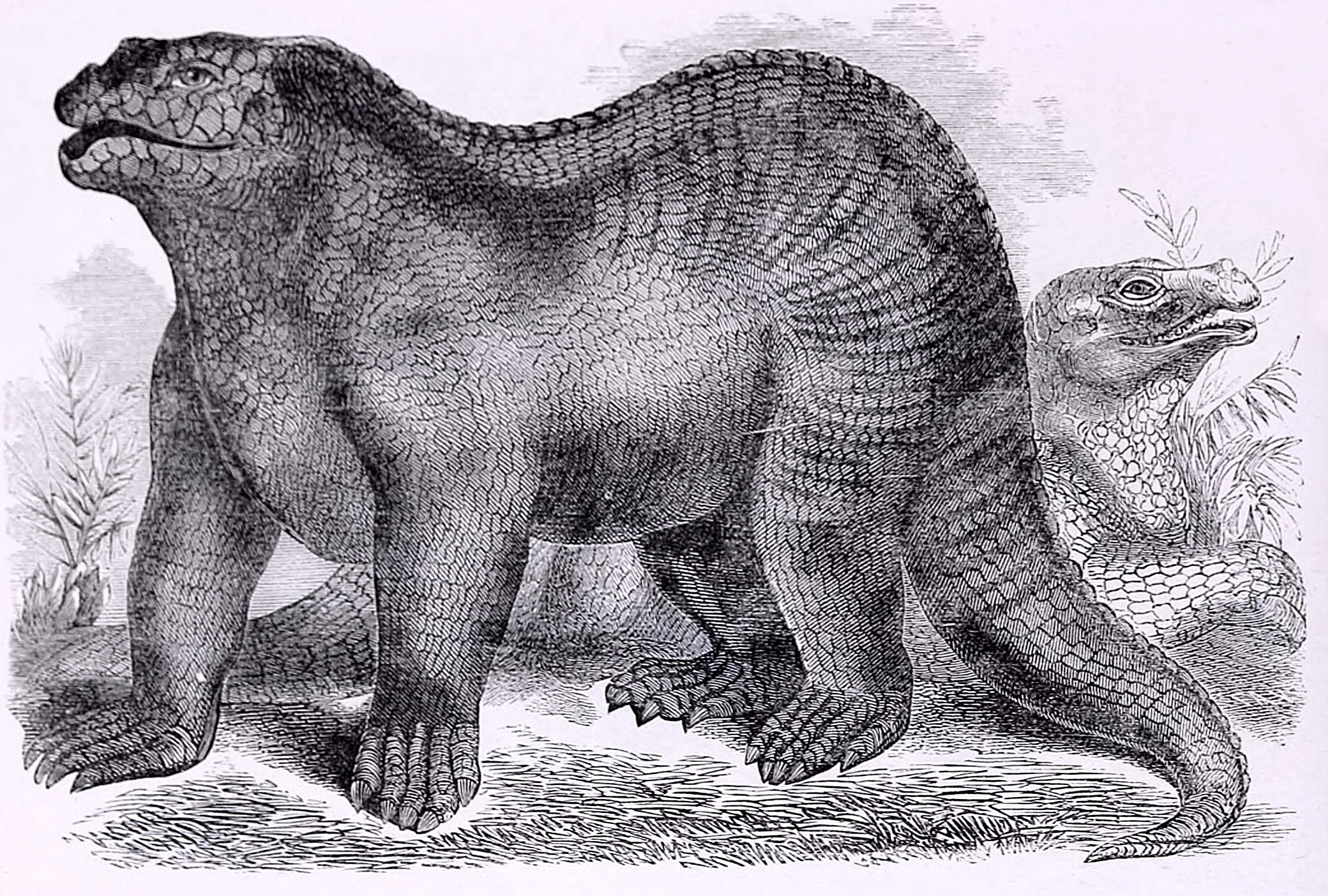
Iguanodon, zoals weergegeven door Samuel Goodrich, 1859, naar het beeld ontworpen door B.J. Hawkins

Hawkins beeld van Megalosaurus

Op 2 augustus 1841 hield de Britse anatoom Richard Owen een voordracht aan de British Association for the Advancement of Science waarbij hij citeerde uit zijn nog ongepubliceerde Report on British Fossil Reptiles Part II. In de lezing bracht hij Iguanodon, Megalosaurus en Hylaeosaurus samen als in vorm overeenkomende soorten onder in de orde Sauria, maar gaf ze nog geen aparte naam. Begin april 1842 publiceerde hij en toen bleek hij ze in één onderverdeling – Owen twijfelde of hij het een tribus of suborde zou noemen – van de Sauria ondergebracht te hebben die hij de Dinosauria noemde, naar het Griekse δεινός, deinos, hier in de betekenis van "geducht", en sauria, sauriërs. In het Engels heetten de dieren dus dinosaurians, maar Owen zelf gebruikte in de tekst al vaak de onjuist verkorte vorm dinosaur (naar analogie met de correcte verkorting van de geslachtsnamen, zoals megalosaur voor Megalosaurus), die later de gebruikelijkste zou worden. In Nederlandse vertalingen van dit Engelse woord wordt het meestal weer verlengd naar dinosaurus, wat taalkundig onjuist is: dinosauria heeft geen enkelvoud.
Owen beklemtoonde de speciale eigenschappen van de Dinosauria, vooral dat hun poten recht onder het lichaam stonden, zoals bij zoogdieren. Hij zag dit als een teken van hun hoge graad van ontwikkeling en veronderstelde een overeenkomende hoge stofwisseling. De huidige reptielen vertegenwoordigden vergeleken hiermee een degeneratie. Deze voorstelling van zaken kwam voort uit Owens positie als catastrofist: hij verwierp iedere gedachte aan evolutie, zoals kort daarvoor nog bepleit door Robert Grant, en daarmee aan vooruitgang. Door nu aan te tonen dat vroegere reptielen juist beter waren dan de tegenwoordige, weerlegde hij dit transmutationisme, de toenmalige benaming voor evolutietheorieën.
De drie geslachten die Owen aan de Dinosauria toewees, waren overigens niet alle uitgestorven dinosauriërs die toen beschreven waren: Thecodontosaurus was beschreven in 1836 en al in 1808 was Streptospondylus beschreven door Cuvier – hoewel die pas in 1832 door Hermann von Meyer benoemd zou worden, dezelfde die in 1837 Plateosaurus zou beschrijven. Al die soorten werden echter niet door Owen als dinosauriërs herkend – voor Streptospondylus, eigenlijk de eerst beschreven dinosauriër, veertien jaar eerder dan Megalosaurus, zou die herkenning pas komen in 2001. Ironisch genoeg benoemde Owen in 1841 ook een nieuwe soort, Cetiosaurus: een dinosauriër – hoewel hij dat ook hier niet besefte.
In 1851 werd er een wereldtentoonstelling gehouden in het Crystal Palace; toen dit demonteerbare bouwwerk zijn nieuwe bestemming kreeg in Sydenham, werden er in 1854 door toedoen van Owen in de tuinen van het complex levensgrote polychrome betonnen beelden van prehistorische dieren neergezet, ontworpen door Benjamin Waterhouse Hawkins. Daaronder waren ook de drie dinosauriërs die Owen erkende, weergegeven volgens zijn ideeën, dus met de poten onder het lichaam. De expositie leidde tot een sterk vergrote publieke belangstelling voor de groep en het begrip dinosaur(ian) werd gemeengoed.

### Het Gouden Tijdperk van het dinosauriëronderzoek

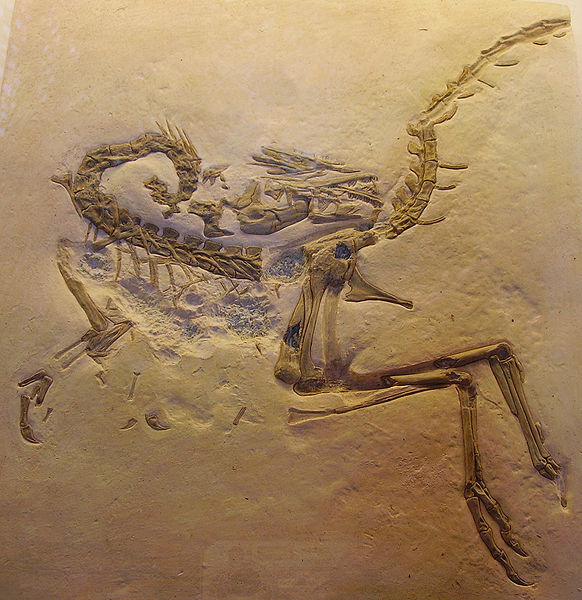
Compsognathus

In 1859 publiceerde Charles Darwin zijn Origin of Species en in hetzelfde jaar werd de in Duitsland gevonden Compsognathus beschreven, waarvan het holotype het meest complete dinosauriërfossiel was dat tot dan toe was ontdekt. Darwins evolutietheorie zorgde voor een wetenschappelijke revolutie in de biologie: alle eigenschappen van levensvormen werden hierna geduid als de uitkomst van een of ander evolutiemechanisme en de gelijkenis tussen dieren zag men nu als de uitdrukking van een echte bloedverwantschap, niet slechts als een overeenkomst in vorm alleen. Voor Compsognathus  had dat niet meteen gevolgen want deze kleine soort werd in eerste instantie niet eens als dinosauriër herkend. Hetzelfde gold voor de in 1861 beschreven Archaeopteryx, de Oervogel. In 1869 legde de evolutionist Thomas Huxley echter de link en kwam als eerste met de hypothese dat de vogels van de dinosauriërs afstamden, waarbij Archaeopteryx en Compsognathus dan de ontbrekende schakels waren.
De vondst van Compsognathus  was ook exemplarisch voor een andere ontwikkeling: Engeland was door een combinatie van wetenschappelijke voorsprong en grote variëteit aan aardlagen tot bakermat van het dinosauriëronderzoek geworden, maar dinosauriërs werden nu ook regelmatig daarbuiten opgegraven. Zeer bekend is de vondst van een groot aantal bijna volledige en onvolledige iguanodonskeletten in een kolenmijn in het Belgische Bernissart in 1878. Deze zijn nu te bewonderen in de dinosauriërzaal van het Museum voor Natuurwetenschappen te Brussel. De vondsten in België werden van 1882 tot 1923 beschreven door Louis Dollo die de opvatting populair maakte dat veel dinosauriërs, waaronder ook de theropoden, tweevoeters waren die zich voortbewogen in een sterk opgerichte houding. Zelfs in Nederland werd een dinosauriër gevonden: Betasuchus.

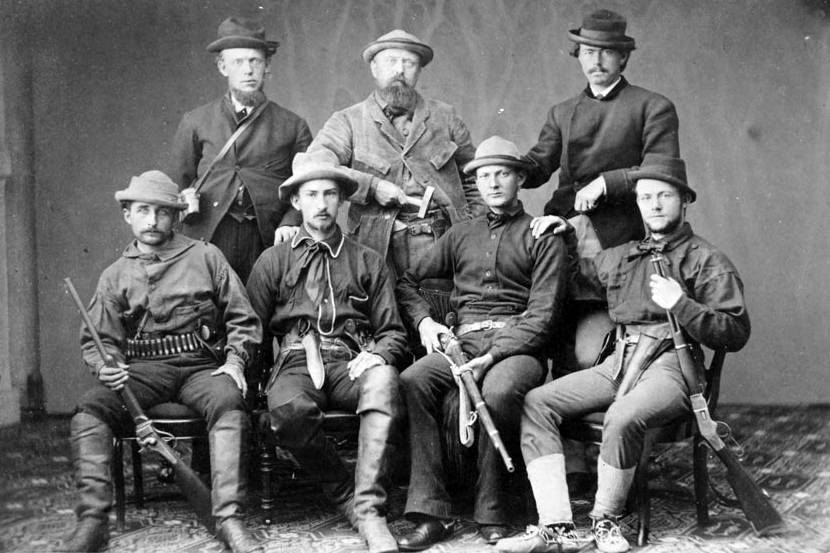
Marsh en zijn team

Maar het was buiten Europa dat de meest spectaculaire ontdekkingen gedaan zouden worden. In Noord-Amerika was het onderzoek naar dinosauriërs eerst voornamelijk beperkt gebleven tot de beschrijving door Edward Hitchcock van gefossiliseerde voetsporen, welke hij toeschreef aan reusachtige vogels. De oostkust had verder weinig resten; het was een uitzondering toen Joseph Leidy in 1858 Hadrosaurus beschreef. Na de Amerikaanse Burgeroorlog kwam echter de exploitatie van het Wilde Westen op gang. In de woestenijen daar, de Badlands, bevonden zich uitgestrekte fossielhoudende lagen uit het Late Jura; het gebrek aan begroeiing maakte dat steeds nieuwe botten door erosie zichtbaar aan het oppervlak kwamen. In sommige gebieden strekten zich ware beenderlagen, bone beds, over vele mijlen uit. Deze ideale vondstomstandigheden leidden vanaf 1871 tot een explosie aan nieuwe dinosauriërs uit de Verenigde Staten toen twee rivaliserende wetenschappers, Edward Drinker Cope en Othniel Charles Marsh, elkaar in hun Bone Wars de loef probeerden af te steken in het ontdekken en benoemen van zo veel mogelijk soorten. Vele van de meest bekende dinosauriërs kregen toen hun naam zoals: Allosaurus, Apatosaurus, Brontosaurus, Diplodocus, Stegosaurus, Nodosaurus en Triceratops.
Voor al die soorten moest een nieuw kader bedacht worden waar ze inpasten. Marsh en Cope besteedden dus ook veel aandacht aan classificatie en benoemden vele nieuwe groepen: de Theropoda, Sauropoda en Ornithopoda van Marsh zijn nog steeds gebruikte begrippen. In 1887 werd er echter een grote slag toegebracht aan het begrip dinosauriër: Harry Govier Seeley kwam tot de conclusie dat de groep polyfyletisch was, dus bestond uit een kunstmatige samenvoeging van niet-verwante groepen en wel de Saurischia en de Ornithischia die hij vernoemde naar de structuur van het bekken. Het werd in die opvatting een lekenterm die serieuze wetenschappers eigenlijk niet zouden moeten gebruiken.
Tot in het begin van de twintigste eeuw werd de speurtocht in Amerika voortgezet, vaak door gespecialiseerde dinosaur hunters, geen paleontologen, maar mannen die in opdracht werkten of fossielen probeerden te vinden om ze te verkopen. De twee belangrijkste waren Barnum Brown die Tyrannosaurus rex, Gorgosaurus en Corythosaurus ontdekte en Charles Hazelius Sternberg (samen met zijn zoon Charles Mortram Sternberg), de ontdekker van Edmontosaurus. Ook naar andere continenten werden nu grote expedities uitgezonden. Hoe prestigieus dinosauriëronderzoek was geworden, bleek uit het feit dat voor 230.000 goudmark, grotendeels opgebracht door het Duitse Keizerrijk vanaf 1909 in Duits-Oost-Afrika bij Tendaguru door Werner Janensch grote opgravingen werden gedaan naar fossielen, die spectaculaire skeletten opleverden van de al bekende Brachiosaurus en de ontdekking van Tornieria, Kentrosaurus, Elaphrosaurus en Dicraeosaurus. Van 1922 tot en met 1925 voerde Roy Chapman Andrews jaarlijkse tochten uit in de Gobi en vond Protoceratops en Oviraptor. Dit was echter voorlopig de laatste grote expeditie.
Tot en met 1929 waren er, buiten de vogels, 124 valide dinosauriërgeslachten beschreven, met als piekjaren 1877 en 1914 met ieder negen genera. Er was hierna nog een kleine piek in de jaren 1932 en 1933, maar dat was een uitloop van eerdere vondsten. Tot 1972 zouden er nu per jaar meestal slechts één of twee nieuwe geslachten ontdekt worden; het Gouden Tijdperk van de vondsten van fossiele dinosauriërs was vrij plotseling ten einde gekomen.

### Stilstand en achteruitgang

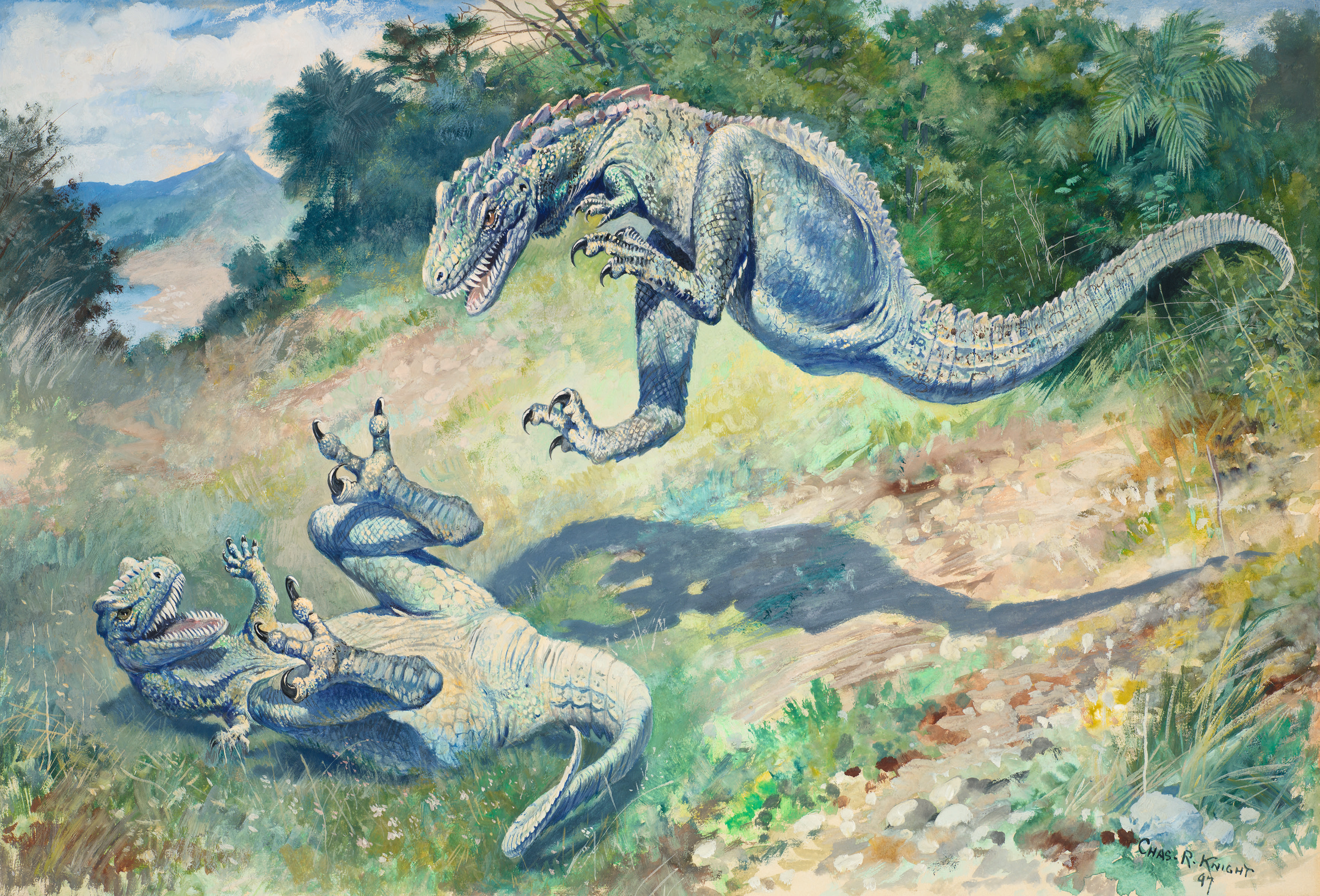
In 1896 beeldde Charles Knight de theropode Laelaps (tegenwoordig Dryptosaurus) nog uit als een zeer actief dier

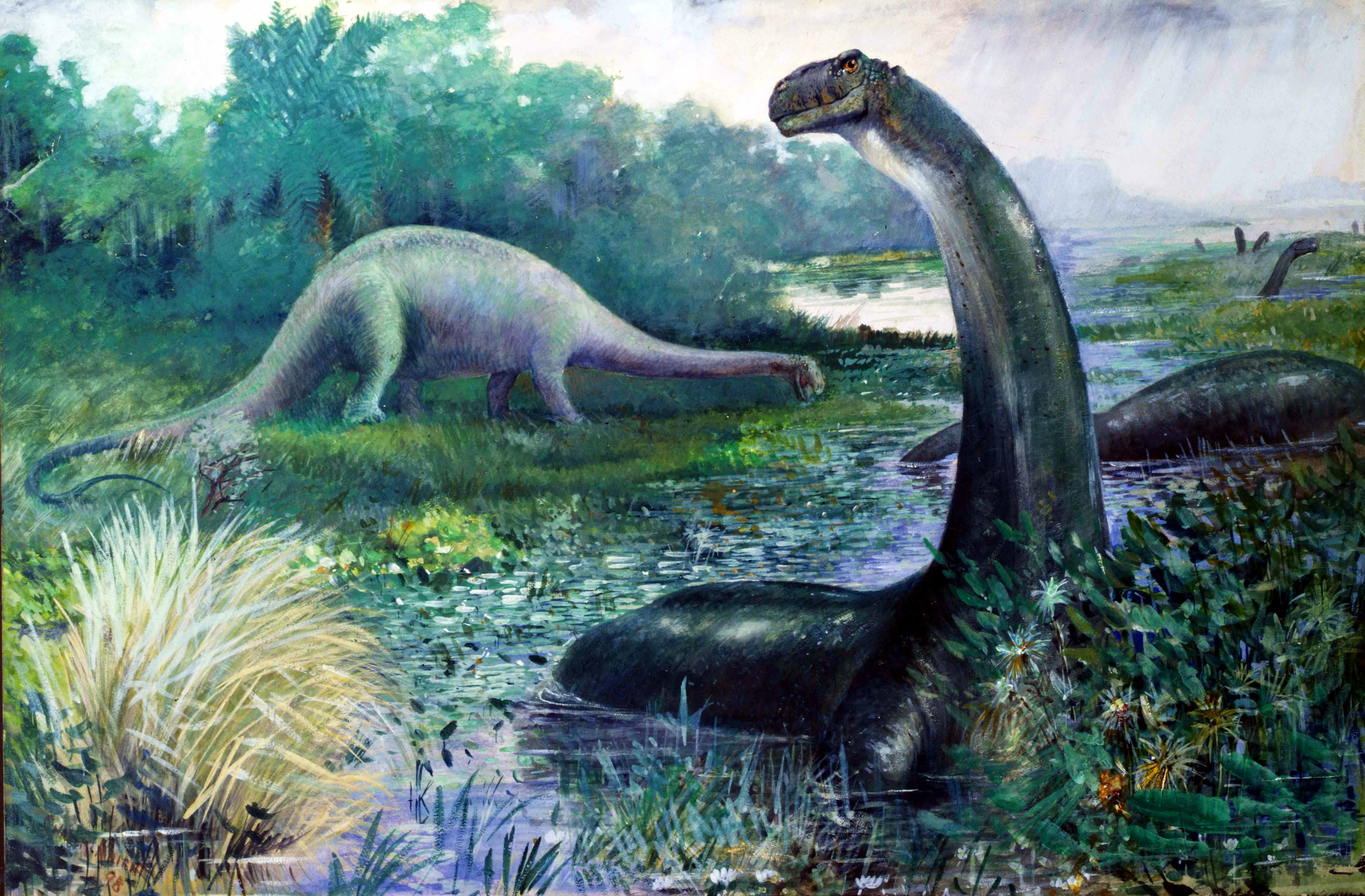
In 1915 voldeed zijn Brontosaurus echter al aan het toekomstige stereotiepe beeld van dinosauriërs als slome moerasbewoners

De oorzaken van de malaise in het paleontologische dinosauriëronderzoek gedurende het midden van de twintigste eeuw zijn complex. Ten dele was de veel lagere activiteit een simpel gevolg van geldtekort. Door de Grote Depressie en de Tweede Wereldoorlog kregen de grote onderzoeksinstituten minder subsidies en paleontologie had bepaald geen prioriteit in het budget. Het weinige geld dat eraan besteed kon worden, smeerde men liever over verschillende kleinere projecten uit dan het te verkwisten aan één zeer dure opgraving van een dinosauriër. Dinosauriërskeletten waren mooie publiekstrekkers, maar daarvan had men er nu wel voldoende. Sterker nog: meer vondsten zouden een ernstig ruimtegebrek opgeleverd hebben, tot op de dag van vandaag staan vele honderden kisten met dinosauriërfossielen, verzonden in het Gouden Tijdperk, ongeopend in de opslagkelders. Een andere belangrijke factor was een verschuiving in de wetenschappelijke methodologie: men was minder gericht op het beschrijven van individuele soorten en meer op het leggen van grote verbanden, vooral als die een exacte mathematische vorm gegeven kon worden. Men wilde fossielen gebruiken om aardlagen preciezer te dateren en de rol die soorten speelden in het ecosysteem te bepalen. Dinosauriërs waren echter door hun grootte weinig geschikt als gidsfossiel of voor statistische populatieanalyse.
Dinosauriërs werden ook minder belangrijk doordat men dacht dat ze geen natuurlijke groep vormden. In 1926 kwam daar nog bij dat het werk van Gerhard Heilmann ook leek aan te tonen dat ze geen verwanten van de vogels waren – en dus een doodlopende weg in de evolutiegeschiedenis. Het hele Mesozoïcum werd als een overgangsperiode vol evolutionaire inferioriteit gezien, een tijdperk waarin nog gebrekkige levensvormen in dampende moerassen hun bestaan rekten tot de onvermijdelijke vervanging door de superieure zoogdieren. De dinosauriërs speelden in dit evolutionaire vooruitgangsdenken de rol van verliezers bij uitstek en hun vermeende eigenschappen werden hieraan aangepast. Terwijl ze in de negentiende eeuw nog werden afgebeeld als vrij actieve dieren met een mogelijkerwijs verhoogde stofwisseling, begon men ze nu systematisch te beschrijven als traag, in bijna ieder orgaan primitief en inefficiënt en in ieder geval koudbloedig.
De invloedrijke school van de orthogenetica had een geheel eigen interpretatie van wat er met de dinosauriërs mis was. In deze periode was de werking en organisatie van het genoom nog onbekend en men meende dat evolutionaire vooruitgang alleen mogelijk was door de selectie van steeds ingewikkelder eiwitverbindingen waarvan men dacht dat die de dragers waren van de erfelijke eigenschappen. De toenemende complexiteit van die verbindingen zou ze steeds kwetsbaarder maken voor entropie: groepen die te ver evolueerden zouden dus op den duur weer gaan degenereren, net als een verouderend individu. De dinosauriërs met hun bizarre vormen, werden opgevoerd als het schoolvoorbeeld van zulke raciale veroudering en de platen van Stegosaurus, de kam van Parasaurolophus en de hoorns van Triceratops werden gezien als aankondiging van hun naderende ondergang.
Er was een groep bij wie de interesse voor dinosauriërs onveranderd hoog bleef: kinderen van de lagereschoolleeftijd. Maar dit zorgde er slechts voor dat professionele paleontologen het onderwerp nog minder serieus namen. Boeken voor kinderen werden dan ook in opdracht in elkaar gezet door onwetende mensen die niet veel meer deden dan het overschrijven van eerder werk, compleet met verouderde gegevens en fouten. Het beeld dat ze schetsten van dinosauriërs – waar pterosauriërs en zeereptielen voor het gemak maar meteen onder werden geschaard – was dat van een mythisch monster: groot en gevaarlijk, maar ook traag en vooral onvoorstelbaar dom. Volgens een publicatie van William Elgin Swinton die het Londense Natural History Museum tot 1971 bleef herdrukken, waren dinosauriërs bijzonder uitstervingsgevoelig doordat ze het benul misten om een nieuwe poel te zoeken als hun oude moeras opdroogde. Van een nog lagere kwaliteit dan de tekst waren de illustraties: ook die werden gekopieerd van eerder werk (meestal van Charles Knight), maar bij het herhaald natekenen trad er een voortschrijdend vormverlies op, zodat de afbeeldingen een nog ernstiger degeneratie toonden dan de orthogenetica al bij de originele dieren veronderstelde. Hoewel veel te dik, pasten de vage opgeblazen verschijningen met hun afhangende staarten niet eens om de bewaard gebleven skeletten.
Ondertussen stonden de ontwikkelingen in de biologie niet stil. In 1948 werd duidelijk dat de erfelijke eigenschappen vastliggen in het DNA, een codesysteem waarvan de verbeteringen thermodynamisch neutraal zijn zodat meer gespecialiseerde dieren niet gevoeliger zijn voor entropie. De gedachte van raciale veroudering bleek daardoor onhoudbaar. Volgens de na de Tweede Wereldoorlog dominant wordende school van het neodarwinisme was natuurlijke selectie het enige evolutiemechanisme en werkte die altijd slechts lokaal en momentaan, zodat genetische superioriteit alleen ten opzichte van een bepaalde plaats en tijd bestond. Dinosauriërs moesten dus in hun tijd goed aangepaste dieren geweest zijn. Hiermee was de traditionele dinosauriërkunde zelf een achterhaald relict geworden. Het zou echter nog lang duren voordat de oude leer verlaten werd.

### De Dinosauriërrenaissance

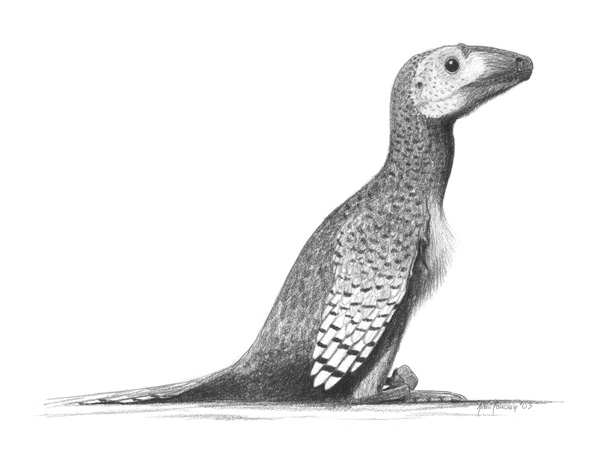
Deinonychus, die niet bepaald voldeed aan het gangbare beeld van de dinosauriër

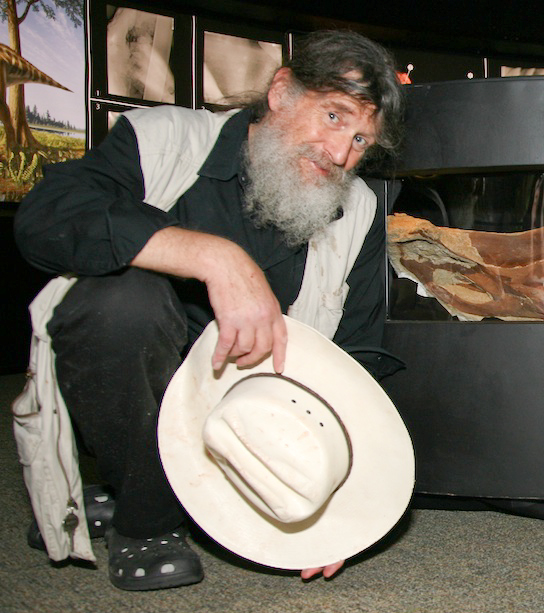
Bob Bakker, de alternatieve oorzaak van de Dinosauriërrenaissance

Na 1965 herleefde de professionele belangstelling voor uitgestorven dinosauriërs weer, zodanig dat men wel spreekt van een "dinosauriërrenaissance". Wat de oorzaken zijn van deze opleving is zelf weer onderwerp geworden van wetenschapshistorisch en wetenschapsfilosofisch onderzoek en de meningen zijn verdeeld. Volgens sommigen, die de empiristische richting zijn toegedaan, was de beslissende zet de vondst door John Ostrom in 1964 van fragmenten die voor het eerst een goed beeld gaven van Deinonychus, een dinosauriër die wegens zijn aanpassingen aan een zeer actieve levenswijze, zo slecht paste in de heersende opvattingen over de groep dat hij die omverwierp.
Anderen, die aanhangers zijn van de wetenschapsfilosoof Thomas Kuhn, geloven niet dat het verband tussen de data en de doctrine zo simpel ligt en menen dat uitgebreide theorievorming en verkondiging de basis leggen van een paradigmaverschuiving, een omslag in het denken. Als belangrijkste factor wordt dan het werk van de Amerikaanse paleontoloog Robert Thomas Bakker gezien. Die publiceerde in 1968 een artikel genaamd The Superiority of Dinosaurs, waarin hij betoogde dat het feit dat de dinosauriërs 140 miljoen jaar lang de niches voor grote landdieren opvulden, terwijl de eerste zoogdieren al verschenen waren maar klein bleven, alleen verklaard kan worden door aan te nemen dat de dinosauriërs een competitievoorsprong hadden ten opzichte van de zoogdieren – en dat de Dinosauria dus ten onrechte als een achtergebleven en verwaarloosbare groep waren beschouwd. Deze hoofdthese werkte hij in dit artikel en in latere publicaties op vier manieren uit.
Om te beginnen begon Bakker moderne inzichten uit de functionele anatomie systematisch op dinosauriërs toe te passen. Daarmee toonde hij aan dat de oude interpretaties van hun houding en uiterlijk de plank flink missloegen: de tweevoetige vormen liepen niet sterk rechtop, maar met een horizontale rug; alle dinosauriërs hielden hun staart horizontaal in plaats van die op de grond mee te slepen; geen enkele dinosauriër toonde aanpassingen aan een levenswijze in het moeras; veel vormen waren in staat grote hoeveelheden planten efficiënt te verwerken; de musculatuur was krachtiger dan bij zoogdieren van vergelijkbare grootte. Kortom: dinosauriërs waren succesvolle levensvormen geweest door hun hoge aanpassing aan een actieve levenswijze. Dit deel van Bakkers denkbeelden vond vrijwel onmiddellijk bijval, vooral omdat er als geheel weinig tegen in te brengen was – hoewel over detailpunten meningsverschillen bleven bestaan.
Die bijval kwam er niet voor Bakkers tweede deelstelling: dat dinosauriërs warmbloedig waren. Voor Bakker hing die warmbloedigheid noodzakelijkerwijs met een hoog activiteitsniveau samen. Huidige koudbloedige reptielen kunnen door hun ineffectieve respiratie en niet-gescheiden bloedsomloop slechts een paar minuten actief zijn waarna ze een half uur rustend hun zuurstofniveau weer op peil moeten brengen. Daarnaast zijn ze exotherm: afhankelijk van de zon om hun lichaamstemperatuur hoog genoeg te brengen voor een effectieve enzymwerking. Zoogdieren en vogels hebben een regulatiemechanisme om hun lichaamstemperatuur constant te houden en wel door hun hoog rustmetabolisme: ze hebben veel mitochondriën in hun cellen die permanent veel energie verbruiken, terwijl variabele huiddoorbloeding en vochtverdamping oververhitting voorkomen. Bakker nam aan dat dinosauriërs eenzelfde systeem gehad zouden hebben. Die gedachte stuitte op veel weerstand. Men wilde nog wel aannemen dat dinosauriërs geavanceerde longen en harten hadden, maar ze zouden hun lichaamstemperatuur ook op peil hebben kunnen houden door een combinatie van grote massa, een warm klimaat en warmte-afgifte door spieractiviteit, in plaats van steeds het kacheltje te laten branden. Deze leer van de massa-endothermie werd de heersende, want de bewijzen die Bakker aanvoerde voor echte warmbloedigheid: snelle botgroei en een lage roofdier-prooi-verhouding (warmbloedige roofdieren hebben meer prooien nodig) vond men niet overtuigend.
Bakker had veel meer succes met zijn derde punt: de Dinosauria waren, anders dan Seeley gesteld had, wel degelijk een natuurlijke groep, in de zin dat van alle rond 1970 bekende Archosauria de Ornithischia en de Saurischia elkaars nauwste verwanten waren. Deze these bewees hij in 1974 samen met Peter Galton, een van de eersten die principes uit de cladistiek binnen de paleontologie toepaste, een nieuwe methode om verwantschapsrelaties exact en kwantitatief vast te stellen. Latere analyses bevestigden dit resultaat, dat na 1980 algemeen geaccepteerd werd; hun suggestie de Dinosauria de rang van klasse te geven, werd echter niet nagevolgd. Dinosauriërs wonnen ook aan taxonomisch belang doordat Ostrom, geïnspireerd door zijn vondst van een Archaeopteryx-fossiel in het Teylers Museum, in 1973 met de theorie kwam dat vogels toch binnen de dinosauriërs hun oorsprong hebben. Ook dit werd al snel algemeen aanvaard. Dat de vogels dinosauriërs waren, impliceerde dat althans sommige dinosauriërs warmbloedig waren; ook bij onderzoekers die warmbloedigheid voor de hele groep afwezen, werd het gebruikelijk om een mogelijke uitzondering te maken voor de wat ruimere groep dan de vogels alleen, van de kleine theropoden. Dat die, zoals Bakker voorspelde, bevederd waren, wilde men echter niet accepteren.

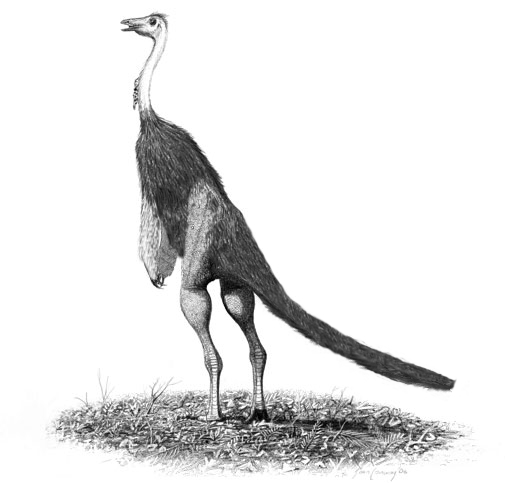
Struthiomimus door John Conway, getekend in de typische new look-stijl

De vierde manier waarop hij zijn hoofdthese door liet werken, betrof het populariseren van zijn denkbeelden, iets waar Bakker zeer bekwaam in was. Het hele begrip dinosauriërrenaissance stamt van een artikel van zijn hand in het aprilnummer van het jaar 1975 van het populair-wetenschappelijke blad Scientific American: The Dinosaur Renaissance. In 1975 ook schreef Adrian Desmond een populair-wetenschappelijk werk over het thema: Hot Blooded Dinosaurs, dat in 1978 zelfs in het Nederlands vertaald werd, toen een hoge uitzondering voor een boek over paleontologie. In 1986 schreef Bakker zelf voor een groot publiek het boek The Dinosaur Heresies over zijn ketterse denkbeelden. Maar een nog grotere uitwerking dan het geschreven woord had het nieuwe uiterlijk van de dinosauriërs. Bakkers toenmalige medewerker, de paleontoloog en beeldend kunstenaar Gregory S. Paul gaf ze een bij zijn theorie passende new look die door latere tekenaars meestal overgenomen werd: de afbeelding volgde nauwkeurig de proporties van het skelet en toonde het dier in een zeer actieve pose, met zichtbare spiergroepen en, bij de kleinere soorten, een vederkleed. Deze new look paste Paul onder meer toe in Predatory Dinosaurs of the World.
Bakkers succes in het populariseren van zijn denkbeelden had tot gevolg dat er een hele nieuwe generatie paleontologen opgroeide voor wie Bakkers manier om naar dinosauriërs te kijken de vanzelfsprekende was. Dit wordt wel gezien als de diepere oorzaak van het succes van de paradigmaverschuiving. Aan de andere kant waren er ook vondsten die zijn theorie ondersteunden. Zeer tot de verbeelding sprak de ontdekking door de (toen nog) amateurpaleontoloog Jack Horner van de broedkolonies van Maiasaura, die klaarblijkelijk broedzorg kende. Ook Alvarez' meteorietinslagtheorie versterkte Bakkers positie: de dinosauriërs waren dan door een stom toeval ten onder gegaan, niet door enige inferioriteit. Opmerkelijk genoeg heeft Bakker echter de inslagtheorie nooit aanvaard. Door de verhoogde belangstelling kwamen er meer fondsen beschikbaar voor nieuw onderzoek. Rond 1990 werden er per jaar al net zoveel dinosauriërs ontdekt als tijdens de hoogtijdagen van het Gouden Tijdperk.

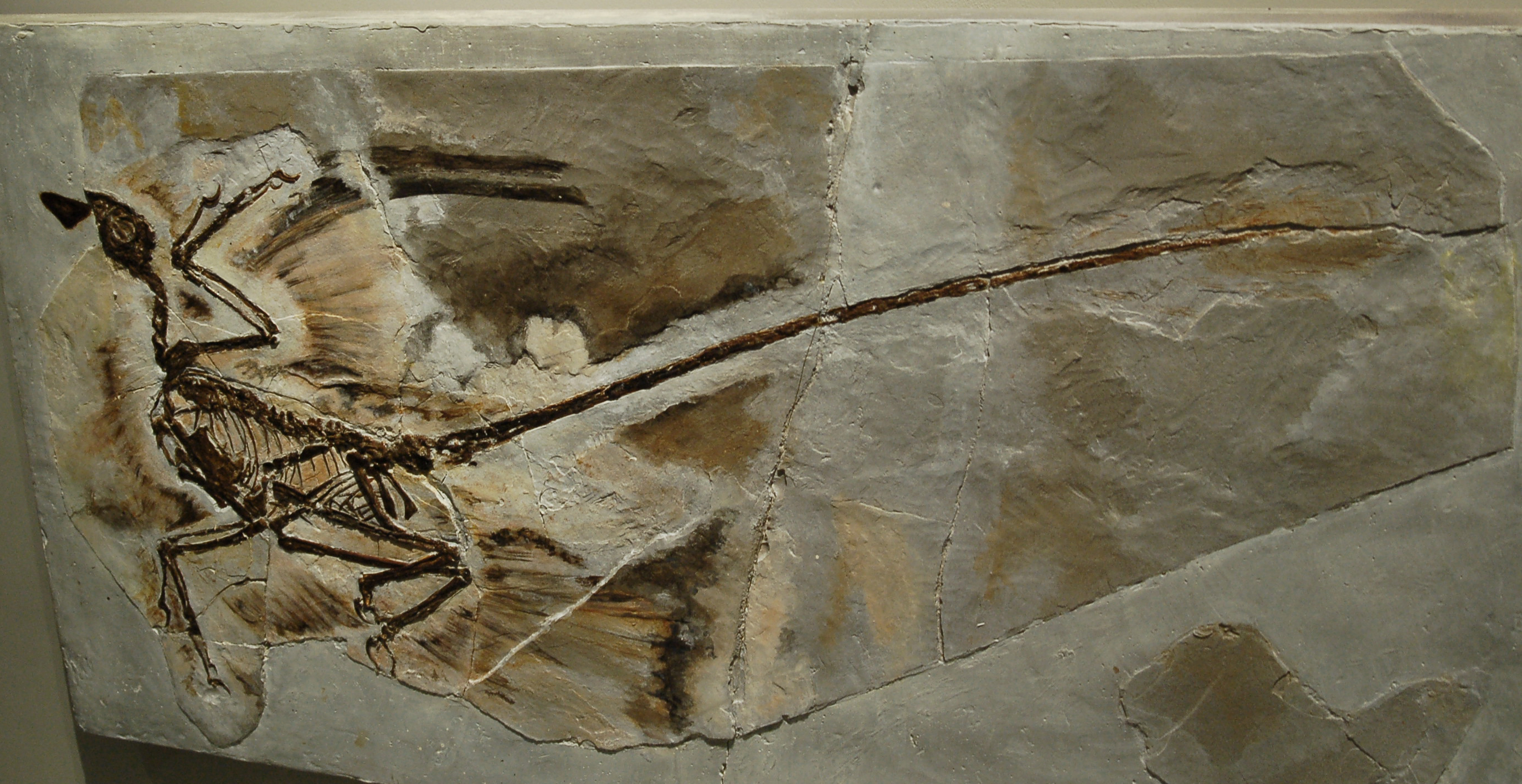
Microraptor uit China, geen vogel, maar toch een bevederde theropode met vleugels

In 1993 bracht Steven Spielbergs film Jurassic Park de dinosauriërs ook onder de aandacht van het massapubliek, wat leidde tot een explosie aan nieuwe populaire publicaties. Voor het eerst begonnen ook goedkopere kinderboeken de verbeterde informatie op te nemen. Het aantal vondsten nam ook steeds meer toe. Nu dinosauriërs weer prestige konden opleveren, waren de overheden bereid om meer geld te investeren – hoewel het wereldtotaal nooit meer dan enkele tientallen miljoenen euro per jaar zou bedragen. Veel gebieden die nooit afdoende werden onderzocht, bleken ware schatkamers te zijn van dinosauriërfossielen. In het begin van eenentwintigste eeuw worden er elk jaar zo'n dertig nieuwe geslachten beschreven en het totaal aan valide genera was eind 2019 opgelopen tot ruim duizend, naast een kleiner aantal synoniemen, nomina dubia en nomina nuda. De helft van de in 2012 bekende dinosauriërs was benoemd sinds 1987. De belangrijkste locaties liggen in Argentinië en vooral de zone Mongolië-China. De Aziatische vondsten nemen nu een derde van het totaal aan geslachten voor hun rekening en kenmerken zich ten dele door een bijzonder goede conservatie die het vanaf 1996 mogelijk maakte om Bakkers hypothese over bevederde theropoden te bevestigen.
De nieuwe soorten zijn meestal nog niet goed bekend bij het grotere publiek, maar ze hebben, gecombineerd met door computers uitgevoerde kladistische analyses, de interne en externe verwantschappen van de Dinosauria aanzienlijk verduidelijkt. Niemand twijfelt er nu nog aan dat de oorsprong van de vogels binnen de Maniraptora gezocht moet worden en de beschrijving van Yinlong heeft de verwantschapsrelaties van de Marginocephalia zeer verhelderd. Sommige nieuwe vormen zijn om minder technische redenen spectaculair zoals de bizarre Gigantoraptor en de grootste dinosauriër waarover we goede informatie hebben: Futalognkosaurus.

## Het moderne beeld van bouw en levenswijze
Het recente onderzoek heeft veel nieuwe inzichten opgeleverd over de bouw en levenswijze van de dinosauriërs. Ten dele verschillen die nogal van wat nog maar kort geleden de standaardopvattingen waren. Vooral veel populair-wetenschappelijke werken over het onderwerp zijn daarom sterk verouderd.

### Kennisbronnen
De veranderde denkbeelden zijn ten dele gebaseerd op theorievorming en verbeterde methoden om data te verwerken; ten dele op nieuwe gegevens.
Een belangrijke bron van kennis over de uitgestorven dinosauriërs vormen die dinosauriërs die nog niet uitgestorven zijn: de vogels. Nog levende vogelsoorten kunnen als primair vergelijkingsmodel dienen. Zolang we echter niet weten wanneer een bepaald kenmerk voor het eerst tot ontwikkeling kwam in de afstammingslijn die naar de vogels voert, mogen we niet aannemen dat alle dinosauriërs dit kenmerk bezeten hebben. Dit is weer wel waarschijnlijk wanneer de naaste verwanten van de dinosauriërs, de krokodilachtigen of de ruimere Crocodylomorpha of zelfs Crurotarsi, dit kenmerk ook bezitten: van een eigenschap die zowel vogels als krokodillen hebben, moeten we aannemen dat het voorkomen ervan bij een dinosauriër buiten de vogels, waarschijnlijker is dan dat van enig alternatief kenmerk – tenzij er bewijs is van het tegendeel. Deze veel toegepaste methode van het phylogenetic bracketing (fylogenetisch tussen de accolades zetten) levert echter geen heel betrouwbare kennis op: het zo bepaalde kenmerk is wel de waarschijnlijkste van alle mogelijkheden, maar minder waarschijnlijk dan de som van alle andere mogelijke kenmerken. De kans is dus groot dat het toch niet aanwezig is. Een eigenschap die via deze methode wel aan de dinosauriërs als geheel werd toegeschreven is het bezit van gastrolieten ofwel maagstenen, die zowel de krokodillen als sommige vogels hebben.
Een andere belangrijke kennisbron vormen de fossielen. Van de ruwweg één biljard individuele dinosauriërs die er in het Mesozoïcum geleefd hebben, heeft maar een minieme fractie, ongeveer één miljoenste, fossiele resten achtergelaten. Fossilisatie kan meestal alleen plaatsvinden in omstandigheden van snelle sedimentatie; het is goed mogelijk dat soorten die leefden op de eroderende hooglanden, geen enkel fossiel hebben nagelaten en ons dus vermoedelijk voorgoed onbekend zullen blijven. De meeste fossielen zijn daarbij voor ons onbereikbaar doordat ze te diep in de grond zitten. Het verslag dat de fossielen ons doen van de dinosauriërevolutie zit daardoor vol enorme hiaten. Van de helft van alle beschreven dinosauriërgeslachten is maar één fossiel bekend en dat fossiel is meestal voor meer dan de helft onvolledig: sommige genera zijn benoemd op basis van alleen één wervel, zoals Xenoposeidon. Er zijn maar drie dinosauriërgenera uit het Mesozoïcum waarvan, afgezien van tanden en kleine fragmenten, meer dan honderd individuen opgegraven zijn: Coelophysis, Allosaurus en Confuciusornis; van Camarasaurus en Centrosaurus zijn beenderlagen bekend, maar daaruit zijn minder skeletten geborgen. Het geringe aantal individuen maakt het moeilijk de variatie binnen een soort te bepalen en daarmee de begrenzing ten opzichte van nauw verwante soorten; vermoedelijk zijn in het verleden bij de beschrijving soorten onnodig gesplitst.

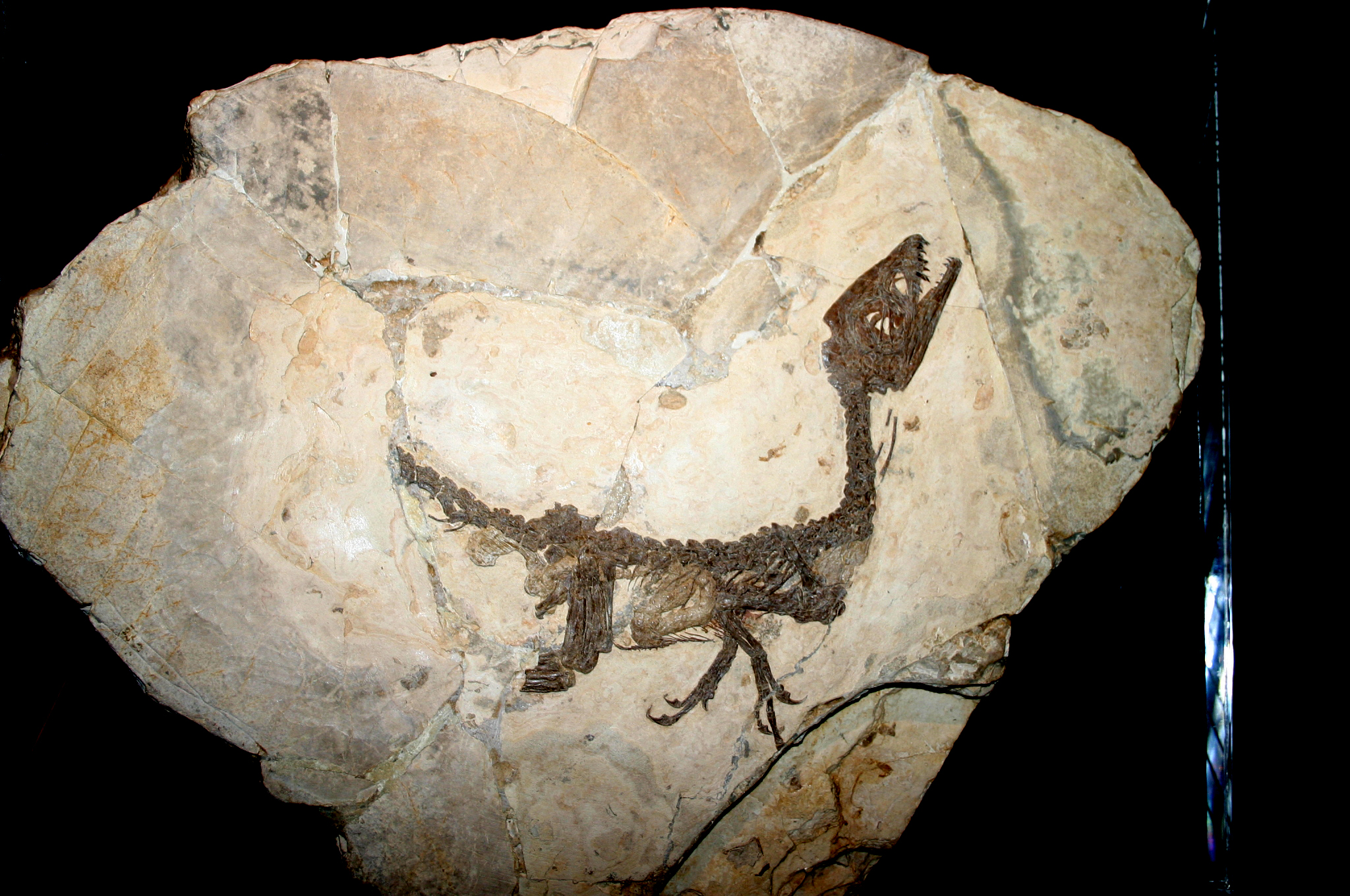
Scipionyx met organen en al

De meeste fossielen bestaan slechts uit botten; meestal zijn die versteend, dat wil zeggen: vervangen door silicaten. Soms is echter het originele botmateriaal bewaard gebleven; maar geen DNA. Bij uitzondering zijn ook afdrukken of resten van de zachte delen gevonden. Kleine stukjes met huidafdrukken komen vaker voor; grotere oppervlakten zijn bekend bij Carnotaurus. Er zijn dinosauriërmummies gevonden van Edmontosaurus, in feite zandafgietsels van de contouren van het lichaam. Van het holotype van Scipionyx zijn de organen zichtbaar, vermoedelijk doordat de verwerkingproducten van bacteriën bewaard gebleven zijn. Bij heel gunstige conserveringsomstandigheden vormt zich een zogenaamde Lagerstätte met veel goede fossielen die ook de zachte delen laten zien. Uit de kalksteen van Beieren komen bijvoorbeeld de beroemde Archaeopteryx-fossielen met veerafdrukken; in China levert de Jehol-groep spectaculaire fossielen met veerresten.
Naast fossielen van de dieren zelf, zijn er ook fossielen van hun sporen, die onderzocht worden door de wetenschap van de ichnologie welke voor spoortypen aparte ichnospecies benoemt; hun eieren en hun uitwerpselen (coprolieten). Dit soort overblijfselen is verre van zeldzaam en geeft ons een zeker inzicht in het gedrag van de dieren. Enkele fossiele broedkolonies zijn bekend met hele dinosauriërnesten en in het geval van Oryctodromeus zelfs een hol. Dinosauriërs hadden soms een groot effect op een bepaalde aardlaag doordat ze de hele grond omwoelden: dinoturbation.

### Het skelet
Het skelet van de dinosauriërs heeft natuurlijk allereerst die eigenschappen die kenmerkend zijn voor de ruimere groepen waartoe de Dinosauria behoren; dat van de allereerste dinosauriër zal nauwelijks afgeweken zijn van diens verwanten binnen de Dinosauriformes. Latere soorten tonen hun eigen, soms zeer extreme, specialisaties. Daarom kan geen enkel speciaal kenmerk van de dinosauriërs gegeneraliseerd worden voor de hele groep en zijn termen als kenmerkend en typerend in dit verband erg misleidend en mogen ze niet letterlijk verstaan worden. Wel is het mogelijk een ruwe schets te geven van de meest relevante eigenschappen die dinosauriërs van hun niet-dinosaurische voorouders geërfd hebben en hoe die functioneel samenhangen met belangrijke veranderingen in latere groepen. Het skelet wordt traditioneel onderverdeeld in de schedel en de postcrania: de delen achter de schedel.

#### Postcrania

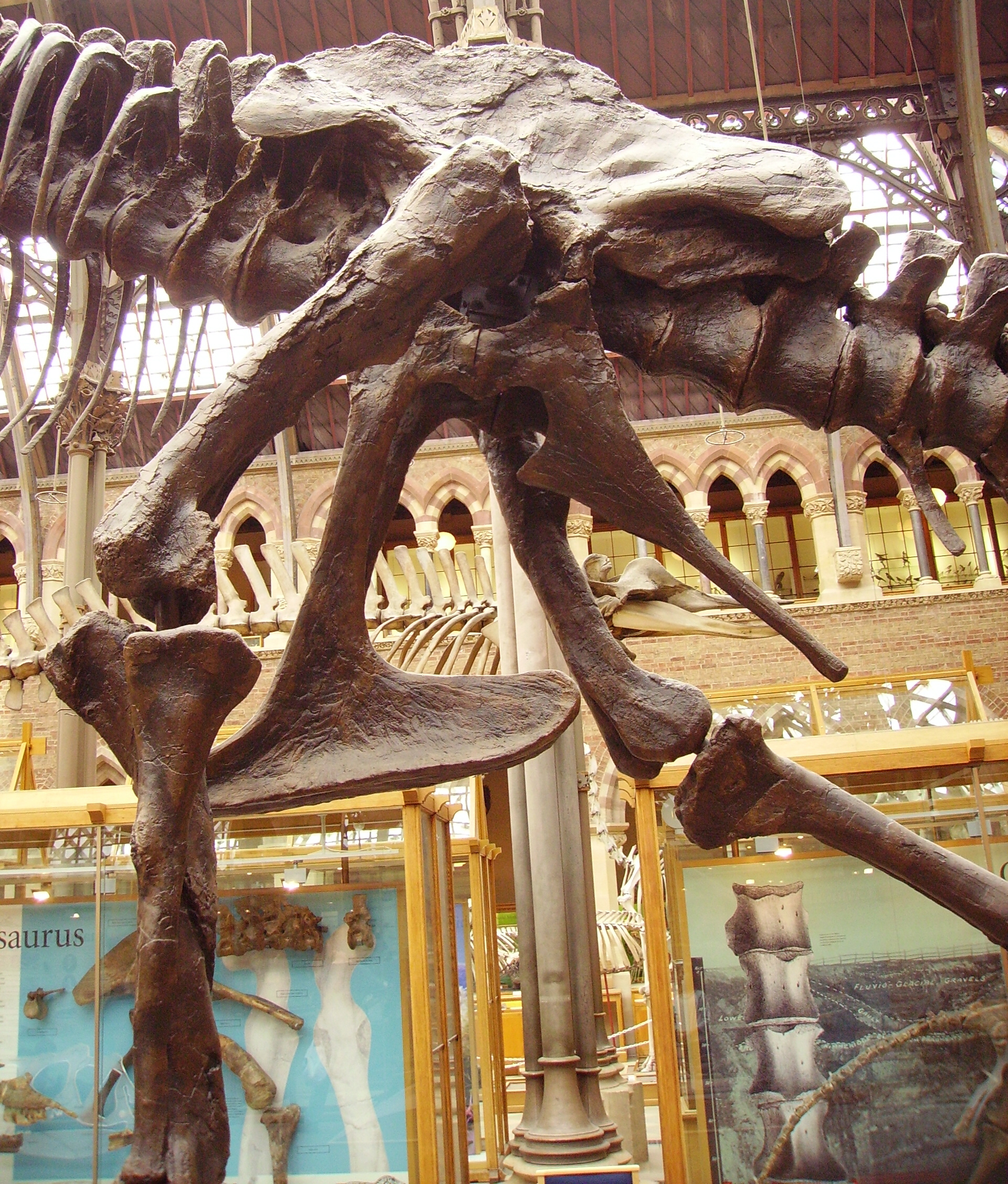
De heup van Tyrannosaurus; de getoonde retractie van het rechterbeen was in feite onmogelijk

Net zoals vermoedelijk de eerste Dinosauromorpha, waren de dinosauriërs oorspronkelijk tweevoeters. De benen zijn daarom bij alle bekende soorten sterker dan de armen, ook bij die vormen die later weer op vier poten gingen lopen. De gang op twee poten had in vergelijking met de zijdelingse kromming van de romp die eerdere reptielen gebruikten om de in spreidstand staande poten een groter bereik te geven en krachtiger voort te drijven, als grote voordeel dat de longen niet samengedrukt werden – veel hagedissen bijvoorbeeld kunnen nauwelijks ademhalen als ze snel lopen. De romp bij dinosauriërs is daarom vrij stijf en kort en gedrongen. Hij wordt horizontaal gehouden en (bij viervoeters gedeeltelijk) in evenwicht gebracht door de staart, die zich eveneens in een horizontale positie bevindt. Eerdere illustraties die afhangende, over de grond slepende, staarten laten zien, terwijl bij de tweevoeters het lichaam sterk opgericht is, zijn incorrect. In zo'n houding zouden de tweevoetige vormen zich niet eens hebben kunnen voortbewegen, want het dijbeen kan door de vorm van het heupgewricht niet voldoende naar achteren getrokken worden. Ook de zijdelingse beweging van het dijbeen is beperkt: de dijbeenkop heeft de vorm van een zijwaarts in de heup stekende cilinder die alleen beweging toestaat in het vlak van de bewegingsrichting van het dier. Die kop drukt tegen een gat in de heupkom of acetabulum, de binnenwand van het heupgewricht. Lang werd die opening als een synapomorfie van de Dinosauria beschouwd, maar de meest basale sauropodomorf die we kennen, Saturnalia, had een gesloten heupkom. Afbeeldingen die dinosauriërs met de knieën uit elkaar een soort van kozakkendans laten uitvoeren, zijn dus niet reëel. Het dijbeen wordt ten dele aangedreven door zware staartspieren, de caudofemorales, die als aanhechtingspunt een uitsteeksel aan de achterkant van het dijbeen hebben: de vierde trochanter. Deze trekken de staart naar de zijde van het naar achteren bewegende been; bij veel Ornithischia wordt dit effect (en energieverlies) voorkomen door verbeende pezen die de voorste staartwervels een stijve constructie laten vormen.

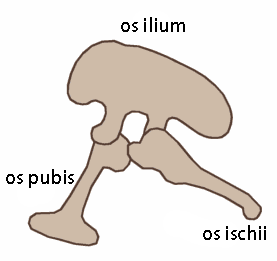
Een helft van de bekkenbeenderen; links de voorkant, in het midden het gat in het acetabulum

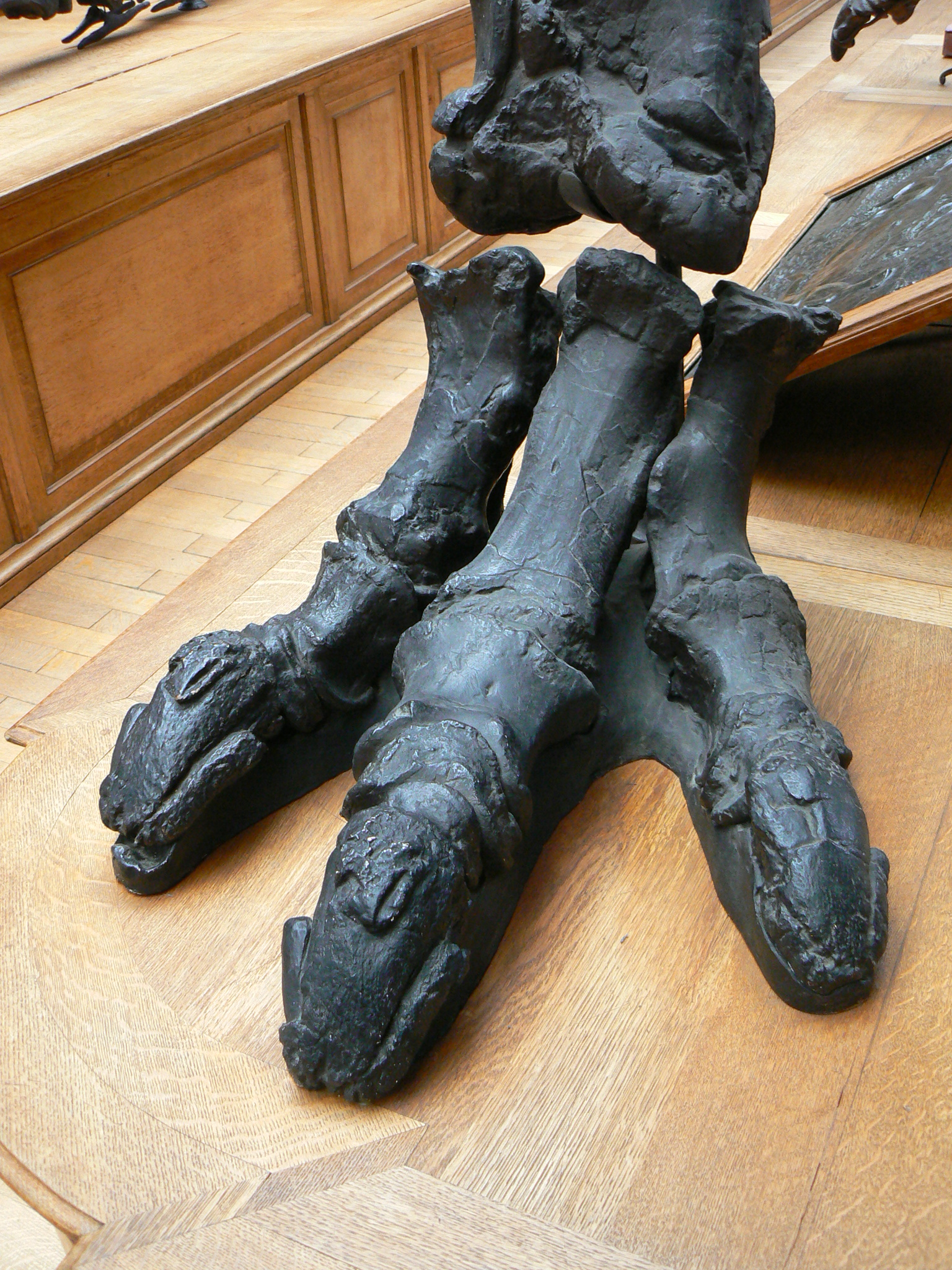
De voet van Iguanodon is typisch voor de dinosauriërs: alleen de tenen raken de grond, de middenvoetsbeenderen niet; de enkel is een plat scharniervlak, waarboven het sprongbeen over de onderkant van de tibia groeit

Boven het dijbeen bevindt zich een bekkenbeen, het darmbeen of os ilium, dat een horizontale plaat vormt als aanhechting voor spiergroepen die het dijbeen ook bewegen en andere spiergroepen die het scheenbeen of tibia doen strekken en buigen; het kuitbeen of fibula is bij dinosauriërs vrij zwak, staat het onderbeen geen rotatie rond de as toe en zou bij de vogels zelfs met het scheenbeen vergroeien. Het onderbeen is weer drager van een kuit die de middenvoetsbeenderen doet strekken, die bij normale voortbeweging de grond niet raken: alle dinosauriërs zijn teengangers, geen zoolgangers, als aanpassing aan het vermogen snel te rennen: lopen met zo'n krachtige afzet dat het lichaam even vrij door de lucht beweegt. Hiertoe wordt de knie meestal permanent gebogen gehouden; een verbeende knieschijf ontbreekt. Twee groepen, de Sauropoda en de Stegosauria, hebben dit vermogen weer verloren en de achterpoten staan bij hun kaarsrecht om het gewicht efficiënter te dragen; toch zijn ook dezen nog teengangers, zij het dat de tenen worden ondersteund door zware zoolkussens. Geavanceerde tweevoeters hebben vaak maar drie dragende tenen, sommige eumaniraptoren maar twee; bij de latere vogels is de voet verder versimpeld door een totale vergroeiing van de middenvoetsbeenderen. Het enkelgewricht is, anders dan bij de meeste Archosauria, een simpel (mesotarsaal) breed scharniervlak, met het sprongbeen via een hoog uitgroeisel verbonden aan de verbrede onderkant van de tibia – die verbinding zou een valide synapomorfie kunnen zijn. Een echte hiel ontbreekt.
Een andere bekkenbeen, het schaambeen of het os pubis, staat oorspronkelijk schuin naar voren, maar bij de Ornithischia, Therizinosauria en Eumaniraptora naar achteren, wat bij de eerste twee groepen verklaard wordt uit het feit dat ze (oorspronkelijk) herbivore tweevoeters waren die ter bewaring van hun evenwicht de zware darmmassa zo veel mogelijk naar achteren moesten brengen. Een derde bekkenbeen, het zitbeen of os ischii, steekt naar achteren. De bij de ossa pubis vaak vergroeide uiteinden van beide bottenparen (aan iedere zijde was één os pubis en os ischii) moeten bij het levende dier duidelijk zichtbaar geweest zijn onder de huid; de zone tussen buik en staart was dus niet vaag afgerond zoals veel illustraties tonen.
De beide ossa ilium zijn ter versteviging verbonden met ook aan elkaar vergroeide ruggenwervels die een heiligbeen of sacrum vormen. Vroeger dacht men dat het bezit van (minstens) drie sacrale wervels een synapomorfie van de Dinosauria was, maar Herrerasaurus heeft er twee; een andere mogelijke synapomorfie is de aanwezigheid van een horizontale richel, voor de verankering van staartspieren, aan de binnenzijde van de achterkant van het os ilium – maar ook dit kenmerk heeft Herrerasaurus niet. Het aantal wervels is bij de Dinosauria erg variabel, vooral in de staart. Bij veel vormen maakt de staart meer dan de helft van de lichaamslengte uit; bij sommige sauropoden en Ankylosauria draagt hij een beenknots. Bij sommige Maniraptora, zoals de Oviraptorosauria, is er echter een forse reductie; bij de latere vogels, de Pygostylia, verliest de extreem verkorte staart zijn voortbewegingsfunctie, wat gecompenseerd wordt door een naar achteren uitstekende vergroeiing van het zitbeen met het schaambeen gecombineerd met een forse verkorting van een horizontaal gehouden dijbeen en extreme verlenging van de voet, zodat de hoofdrotatie van de achterpoten in de knie plaatsvindt, niet langer in de heup. Kleine vogels kunnen zo eenvoudig hoppen; ook voor andere tweevoetige dinosauriërs is verondersteld dat ze op de wijze van kangoeroes sprongen, maar dit wordt niet door de sporen bevestigd en zou voor grotere soorten bijzonder inefficiënt geweest zijn doordat dan de absolute verticale beweging van het lichaam te veel toeneemt.
De wervels van de romp zijn met dubbele bovenliggende gewrichten verbonden aan de ribben. Die staan schuin naar achteren – veel reconstructies geven dit incorrect weer – wat het breedste punt van de borstkas hoger brengt en de onderkant ervan smal en wigvormig maakt. Een uitzondering vormen de Ankylosauria die een extreem afgeplatte romp hebben. Buikribben of gastralia – overigens huidverbeningen die geen deel uitmaken van het eigenlijke skelet – verstijven bij sommige soorten de romp verder; doordat ze slecht fossiliseren is niet precies bekend bij welke groepen ze voorkomen.

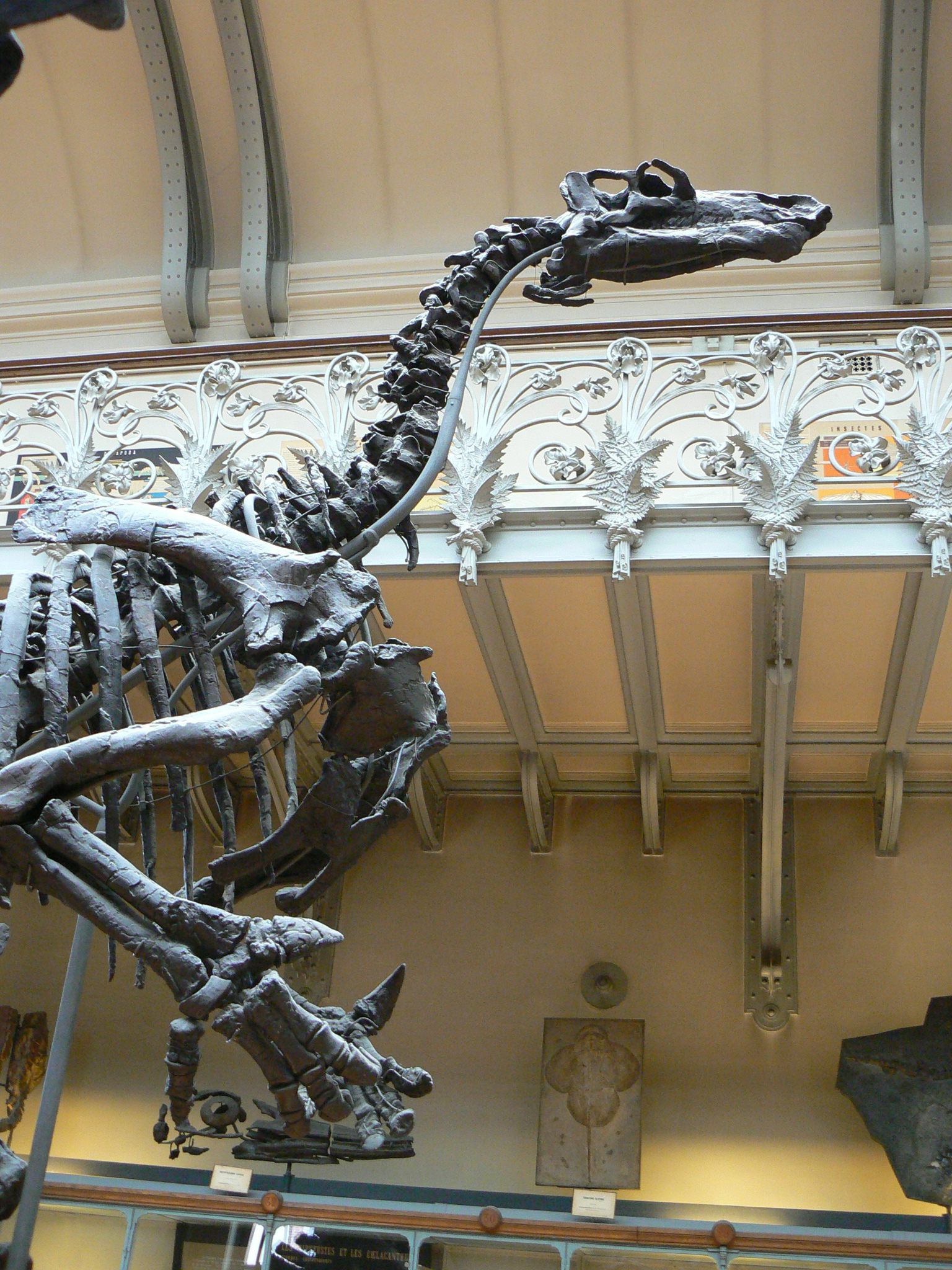
Iguanodon toont de typische basale inrichting van de voorste dinosauriërledematen: de scapula en het os coracoides vormen een schoudergewricht waaruit de humerus naar achteren steekt; de handpalmen staan naar elkaar gericht; de duim is een vervaarlijk wapen

Op de borstkas ligt het schouderblad of scapula dat met een sleutelbeen verbonden is met een van de twee borstbenen. Vogels hebben een enkel element, het vorkbeen of de furcula, dat vermoedelijk ontstaan is uit een versmelting van de twee sleutelbeenderen. Vroeger werd dit gezien als een typische aanpassing aan het vliegvermogen; tegenwoordig weten we dat veel andere Theropoda het ook bezaten; de functie is nog onzeker. Het schouderblad vormt met het ravenbeksbeen (os coracoides) het schoudergewricht dat schuin naar achteren en beneden gericht is samen met het opperarmbeen of humerus; bij de vogels is het naar boven gericht en werkt het os coracoides als een takel voor een pees die een borstspier de vleugel doet heffen. De hand is oorspronkelijk grijpend met een verkorte vierde en vijfde vinger; de duim is halfopponeerbaar. Het spaakbeen of radius en de ellepijp of ulna staan de onderarm weinig rotatie rond de as toe en maakten oorspronkelijk geen pronatie mogelijk; de handpalmen konden dus niet naar de grond gericht worden, maar waren naar elkaar gekeerd. Deze bouw van de arm is een erg waarschijnlijke synapomorfie van de Dinosauria en wordt wel verklaard als een aanpassing om prooien te grijpen of vijanden te verwonden: de naar binnen uitstekende duim draagt in veel groepen een vergrote klauw; de steekbeweging wordt versterkt door een tweede mogelijke synapomorfie: het bezit van een verlengde kam op het opperarmbeen als aanhechting voor een krachtige musculus deltoides die de armen heft. Bij veel theropoden werd het aantal vingers verder gereduceerd tot drie of twee, vaak in samenhang met verkorting van de hele arm; bij de latere vogels fuseerden de tweede en derde vinger tot het uiterste dragende element van de vleugel; de duim werd de alula, een stuurvlak.
Door het onvermogen tot pronatie was het de eerste dinosauriërs onmogelijk om op vier poten te lopen; deze toestand zou blijven bestaan bij de meeste theropoden en de basale Sauropodomorpha; pronatie en de gang op vier poten moet zich onafhankelijk ontwikkeld hebben bij de Sauropoda en (wellicht verschillende malen) de Ornithischia. Bij althans deze laatste groep was de pronatie maar gedeeltelijk: de vingers werden omlaag gericht en de voorste vingers naar binnen zodat een min of meer buisvormige stijve hand ontstond, waarmee het dier liep als op kleine steltjes. Veel oudere illustraties geven de viervoetige ornithischiërs een echte spreidstand met wijd uiteenstaande handen, maar dit is incorrect; wel is het een twistpunt in hoeverre de ellebogen wat uit elkaar stonden. Bob Bakker meende dat bij de Ceratopia de ellebogen zo dicht tegen het lichaam gehouden werden dat ze, in combinatie met een vrij schouderblad en borstbeen, een echte galop mogelijk maakten; dit is zeer omstreden. De sauropoden en Nodosauridae hadden erg rechte voorpoten, wat rennen onmogelijk maakt. Bij de maniraptore theropoden konden elleboog en pols extreem gebogen worden om de vleugel op te vouwen.
De stijve romp vormt een stabiel platform voor een beweeglijke nek. De nek was oorspronkelijk S-vormig en de nekwervels zijn bij veel groepen zo afgeschuind dat de nek niet eens volledig gestrekt kan worden; wel was altijd een goede beweging zijwaarts en naar onderen mogelijk. Veel groepen hebben een erg lange nek; het meest de sauropoden die de langste nekken hebben van alle landdieren. Bij deze groep is de nek echter wel recht; sommige onderzoekers ontkennen zelfs dat de nek van sauropoden sterk in een S-vorm getrokken kon worden of erg schuin geheven; hierover is het debat nog gaande. Relatief korte en rechte nekken hebben de Marginocephalia en de Ankylosauria.

#### Schedel

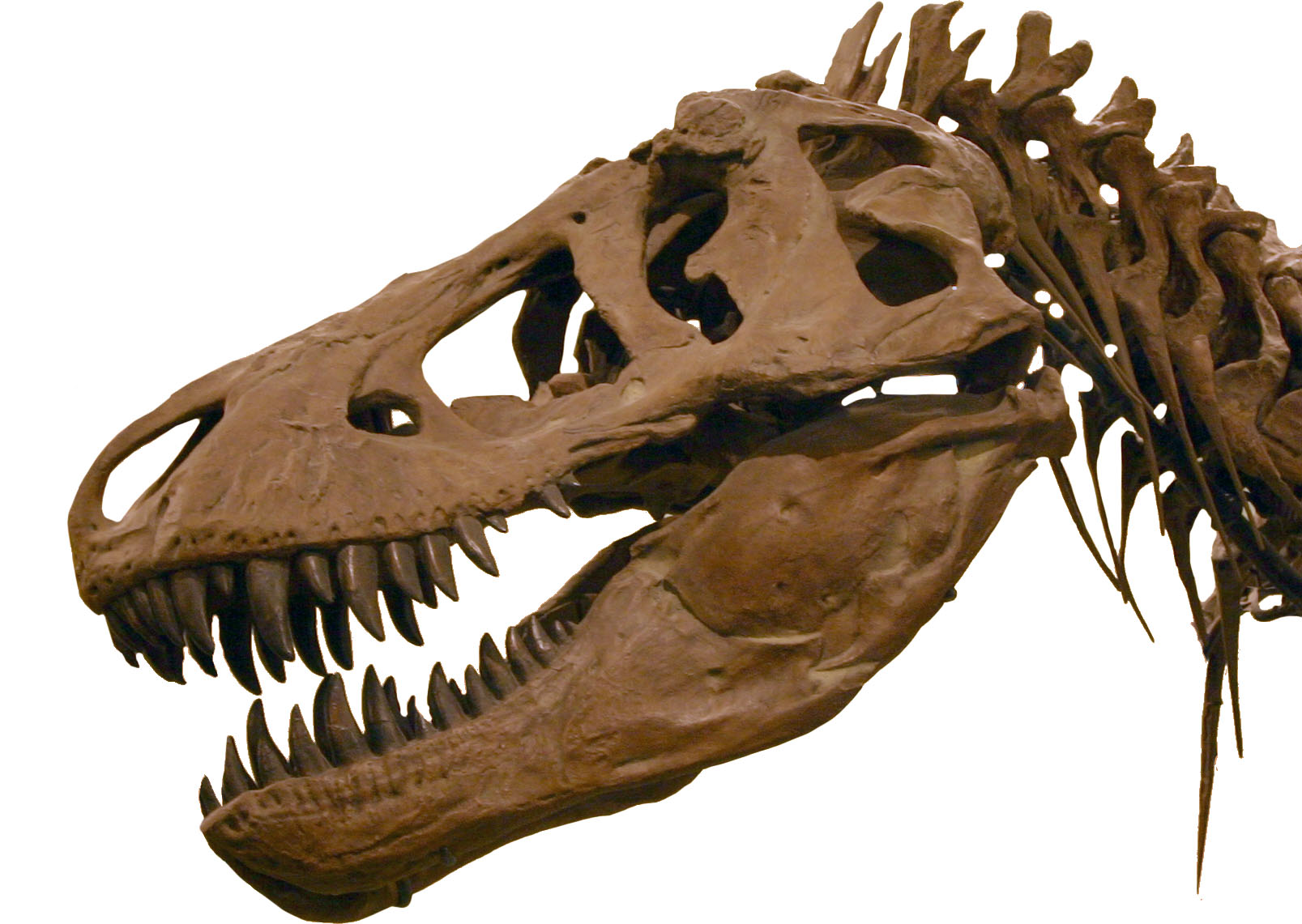
De schedel van een theropode is licht door de vele openingen; achter het dentale van de onderkaak is het zijgewricht zichtbaar; het postorbitaal uitsteeksel deelt de oogkas haast in twee

De schedel van de dinosauriërs was oorspronkelijk weinig afwijkend van het algemene archosaurische model; nog in 1981 dacht Alan Jack Charig op grond van de schedelovereenkomsten dat de Carnosauria direct van de Rauisuchia afstamden. Een mogelijke synapomorfie is dat de dinosauriërs een botje missen in het schedeldak: het os postfrontale. De Dinosauria zijn, als Archosauria, Diapsida en hebben een schedel met het diapside model: met achter de oogkas twee bovenliggende openingen, fenestrae, per zijde. Als Archosauria hebben ze ook nog een grote opening voor de oogkas, de fenestra antorbitalis. Al die openingen maken de schedel erg licht. Dat betekent echter niet dat hij zwak is, zoals sommige vroegere onderzoekers meenden: hij is efficiënt doordat alleen de krachtlijnen versterkt zijn. Twee groepen hebben echter een zwaardere schedel ontwikkeld, waarbij veel van de openingen geheel of gedeeltelijk gesloten werden: de Marginocephalia als schokversteviging en de Ankylosauria als bepantsering.
De schedels van dinosauriërs waren oorspronkelijk vrij langwerpig; sommige soorten hebben kortere schedels, maar vrijwel altijd is de schedel smal: veel illustraties tonen de kop twee tot drie keer te breed. Een uitzondering is Nigersaurus. De langste schedels vinden we onder de Ceratopia die nekschilden hebben: met 3,25 meter heeft die van Pentaceratops de grootste bekende lengte onder de landdieren.
Onder de eigenlijke schedel bevinden zich twee onderkaken, die vooraan niet samengegroeid zijn. Het voorste deel van een onderkaak draagt de tanden en heet dan ook het os dentale; meer naar achteren bevindt zich het os angulare en daarboven het os surangulare. De twee spieren die de meeste bijtkracht leveren lopen vanaf de binnenkant van de schedel naar de onderkaak: één loopt door een opening in het surangulare tot in het holle dentale, de ander loopt langs de binnenkant van de onderkaak onder het angulare door en wikkelt zich daaromheen om aan de buitenkant van de kaak aangehecht te worden. De slaapspieren die over de buitenkant van de schedel naar de onderkaak lopen, zijn minder belangrijk.
Tegenover het dentale bevinden zich per zijde twee tanddragende botten in de bovenkaak: de maxilla en daarvoor het kortere os praemaxillare. De tanden zijn erg variabel in aantal en staan in tandkassen die steeds nieuwe tanden laten groeien welke de oude vervangen; vaak is de tandenrij onregelmatig doordat oude en nieuwe tanden naast elkaar staan. Verder is er meestal weinig differentiatie: gespecialiseerde snijtanden, hoektanden of kiezen, zoals bij de zoogdieren, kennen de dinosauriërs niet. Vleeseters hebben dolkvormige of soms kegelvormige tanden om de prooi te verwonden of vast te houden; de meeste planteneters bladvormige tanden die extra gekarteld zijn om taai plantenmateriaal af te snijden. De sauropoden hebben soms stiftvormige tanden om naalden of twijgen van een tak te trekken. De tanden worden naar elkaar toegebracht, meestal in een onvolmaakte occlusie, door de onderkaak te laten scharnieren op een kaakgewricht dat gevormd wordt door het os quadratojugale in de schedel en het os articulare aan de onderkaak. Dit gewricht laat geen zijwaartse beweging toe: dinosauriërs konden niet kauwen. Wel waren er vermoedelijk lippen aanwezig en, bij de geavanceerde planteneters, wangen om te voorkomen dat al te veel voedsel na de beet weer uit de bek viel.

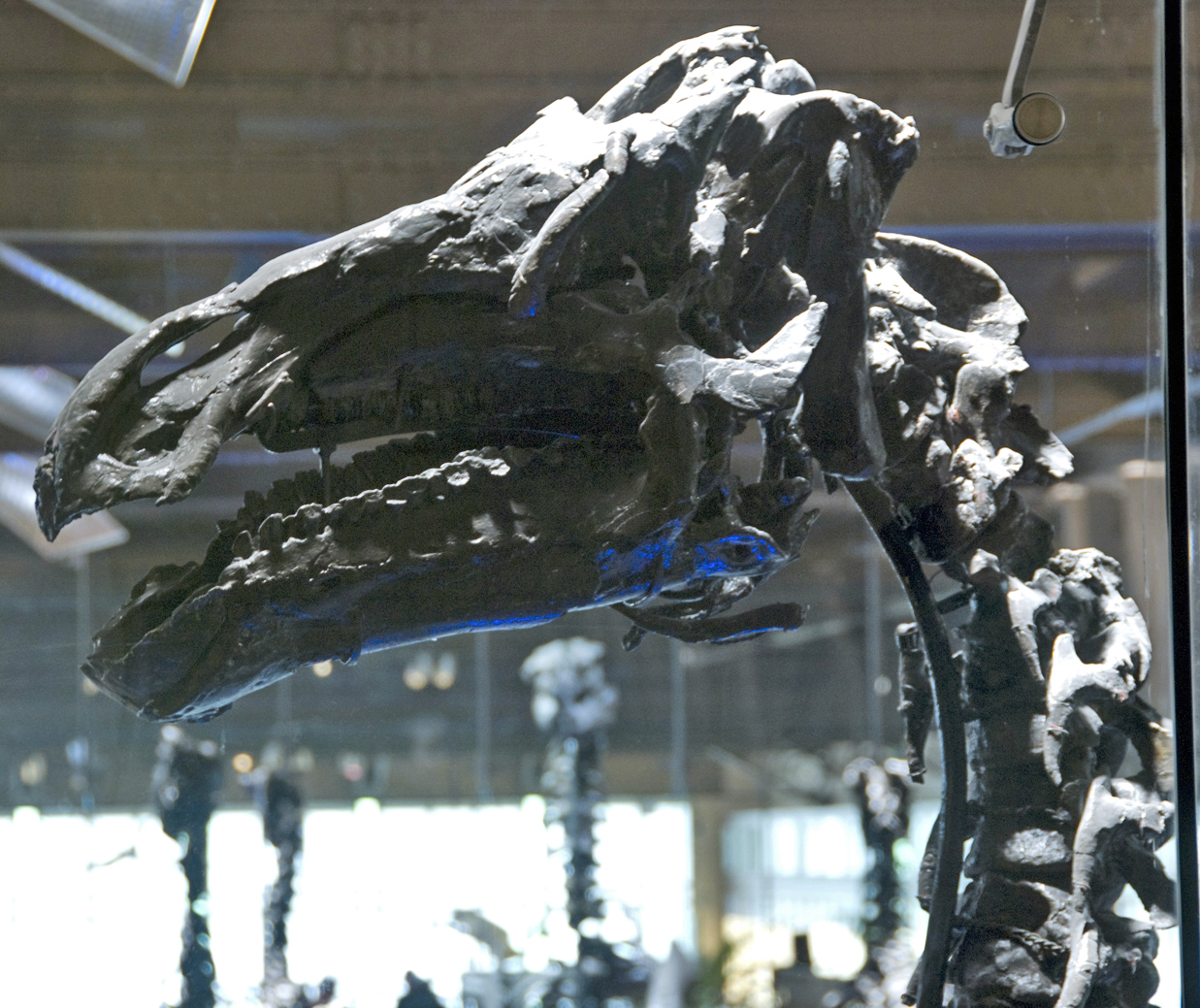
De schedel van Iguanodon met tandenbatterij en snavelondersteuning

De beperkingen die dit gewricht oplegt, worden door verschillende groepen ten dele overwonnen door gebruik te maken van de lichte constructie van de schedel. De Theropoda hebben een zijgewricht in de onderkaak tussen het dentale enerzijds en de ossa angulare en surangulare anderzijds. Hierdoor kunnen de onderkaken in het midden zijwaarts openklappen wat de bek verbreedt en de voorkant van de onderkaken naar achteren trekt zodat de prooi beter naar binnen gewerkt kan worden. De Alvarezsauridae en de vogels kennen prokinesis: de hele voorkant van de schedel kan omhoogklappen om de bek verder open te sperren. Bij de Cerapoda staan de tanden tegen elkaar en vormen met de onderaangroeiende nieuwe tanden een hecht blok, een zichzelf aanscherpende tandenbatterij, die bij de cerapode Euornithopoda toch een soort van kauwfunctie toestaat doordat de hele maxilla ten opzichte van de schedel zijdelings heen en weer kan bewegen. Of al deze extra gewrichten bij de meeste soorten ook werkelijk als zodanig gebruikt werden, is in 2008 echter door Lawrence Witmer in twijfel getrokken.
Latere dinosauriërs tonen soms een reductie in het aantal tanden. Sommige groepen Maniraptoriformes zijn zelfs geheel tandeloos, zoals de latere vogels. De functie van de tanden wordt dan gedeeltelijk overgenomen door een snavel van hoorn, die bij de Cerapoda ook een belangrijke taak heeft om planten af te bijten; de Ceratopia hebben hiervoor zelfs een uniek ondersteunend been: het os rostrale. Deze snavel fossiliseert niet of slecht zodat het onduidelijk is of hij zich onafhankelijk bij de diverse groepen ontwikkeld heeft, of wellicht al bij de eerste dinosauriër aanwezig was.
Behalve het eten heeft de schedel ook waarneming en controle tot taak. De neusgaten en neusholten waren weliswaar groot, maar belangrijker dan de reuk was vermoedelijk het zien; de oogkassen waren meestal zeer groot – zo groot zelfs dat ze bij de grotere soorten vermoedelijk niet helemaal voor de ogen nodig waren; een uitsteeksel van het os postorbitale dat de achterkant van de oogkas vormt, ondersteunt dan het aan de bovenkant liggende oog. De oogkassen waren zijwaarts gericht: goed stereoskopisch zicht komt binnen de groep alleen voor bij sommige gespecialiseerde vogels, zoals de uilen. De hersenpan is klein en langwerpig; de schedel is via de condylus occipitalis op het achterhoofd met de ruggengraat verbonden en kan geheven worden door sterke nekspieren die soms aangehecht zijn aan een kam op het achterhoofd. De zeer complexe structuur van de achterkant van de schedel, waar meer aan de zijkant ook het os quadratum, daarboven het os squamosum en bovenaan het wandbeen belangrijke botten vormen, wordt bij de Neognathae, waartoe de meeste moderne vogels behoren, vereenvoudigd door extreme vergroeiingen en reducties, ook in het verhemelte, die resulteren in een hefboommechanisme dat bij het openen van de bek automatisch de prokinese bewerkstelligt.

### Gigantisme

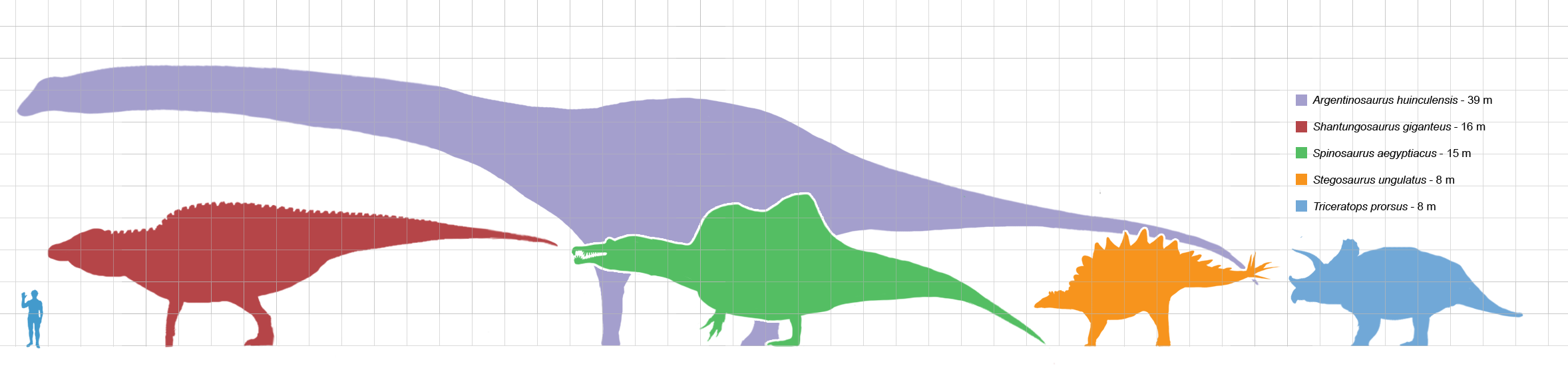
Een vergelijking tussen de grootste bekende dinosauriërs binnen bepaalde hoofdgroepen met een mens

Hoewel sommige dinosauriërs heel klein waren – de lichtste soort die we kennen is de huidige bijkolibrie van 1,8 gram – staat de groep als geheel toch bekend om haar reuzenvormen. Dit is niet ten onrechte: de niet-vliegende dinosauriërs waren modaal zo'n anderhalve ton zwaar, nooit lichter dan een paar kilo en bijna iedere subgroep kende haar giganten: Spinosaurus bij de theropoden, Triceratops bij de Ceratopia, Ankylosaurus bij de Ankylosauria, Shantungosaurus bij de Hadrosauridae. De Sauropoda bestonden grotendeels uit soorten zwaarder dan een olifant en de sauropode Amphicoelias fragillimus houdt met achtenvijftig meter het record van een lengteschatting voor een landdier, hoewel die lengte onzeker is doordat er maar één wervel van gevonden werd; vrij complete sauropode skeletten zijn teruggevonden die zeker zevenendertig meter lang waren (Patagotitan). Die giganten waren ook geen extreme uitzonderingen: de dinosauriërs zijn de enige grote groep gewervelden waar statistisch de scheefheid van het gewicht links-scheef verdeeld is. Wat de oorzaken en uitwerkingen waren van dit gigantisme is omstreden en heeft vele raakvlakken met de vraagstukken van de groei, fysiologie en biotoop van de dinosauriërs. Voor het skelet betekende het dat veel aanpassingen nodig waren om het gewicht zo laag mogelijk te houden. Ondanks de grote afmetingen waren de dinosauriërs rank en licht geconstrueerd. De meestal lange nek, smalle romp en lange staart resulteerden in een langwerpige bouw. Overbodig gewicht werd weggeselecteerd. Vaak waren de botten hol of zelfs gepneumatiseerd: doortrokken met luchtholtes. Veel vroegere schattingen van het gewicht onderkenden deze eigenschappen niet en waren een factor twee te hoog; als er geen serieuze herbeschrijving heeft plaatsgevonden, blijft zo'n overschatting het officiële wetenschappelijke gewicht waarnaar in andere literatuur verwezen wordt.

### Zachte delen

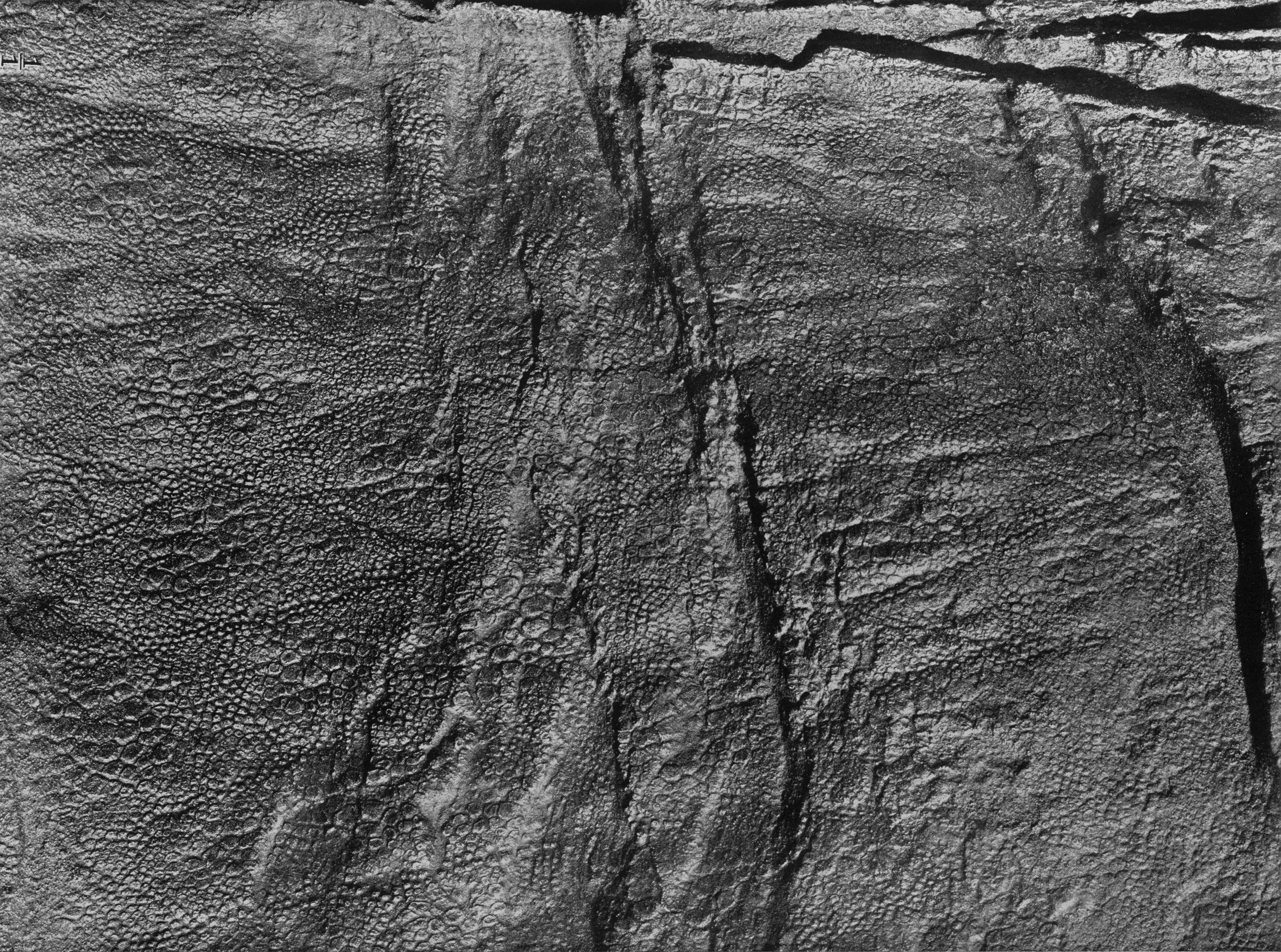
Huidafdruk van Edmontosaurus

Over de organen buiten het skelet is weinig bekend; we mogen aannemen dat de uitgestorven dinosauriërs voorzien waren van het bij de Amniota gebruikelijke: hart, bloed, maag, darmen, lever en gepaarde longen en nieren. Het fossiel van Scipionyx toont de organen wel, maar ze zijn lastig te interpreteren. Voor bijzonderheden moeten we onze toevlucht nemen tot de bekende gemeenschappelijke toestand bij de vogels en krokodillen. Zo is het aannemelijk dat een, urinezuur in plaats van ureum afscheidende, cloaca uitmondde boven het zitbeen en dat er een vierkamerig hart aanwezig was met een gescheiden bloedsomloop; verder zouden veel soorten wellicht gebruik hebben kunnen maken van, ingeslikte, maagstenen om voedsel te vermalen ter compensatie van de ontbrekende kauwfunctie van de onderkaken.
Lastiger wordt het als vogels en krokodillen in aanpassing verschillen. Vogels hebben een, tegenwoordig, uniek ademhalingssysteem met in een long zowel een aparte in- als uitgang zodat de lucht altijd in één richting door de stijve longen stroomt, en er nooit zuurstofarme lucht in zit; luchtzakken, niet de longen zelf, verzorgen de pompwerking. Die luchtzakken vertakken zich in gepneumatiseerde botten. Zulke botten zijn aangetroffen bij zowel andere Theropoda als vele Sauropoda, wat wijst op de – omstreden – mogelijkheid dat alle meer geavanceerde Saurischia met luchtzakken ademden. Bij de Avetheropoda zien we in ieder geval dat de ribben aanpassingen vertonen voor het aandrijven van grote luchtzakken achter de longen.
De krokodillen hebben – hoewel er ook bij deze groep aanwijzingen zijn dat de lucht zich in een lus door de longen beweegt – echter een ander systeem, waarbij de lever de lucht uit de longen perst; sommige paleontologen denken dat de uitgestorven dinosauriërs juist dit minder effectieve mechanisme gehad hebben. Daarvoor wezen ze op een vermeend middenrif dat te zien zou zijn bij Sinosauropteryx, maar dat bleek achteraf een met lijm gevulde breuk in het fossiel. De dinosauriërs missen de beweeglijke schaambeenderen die bij krokodillen de horizontale leverbeweging mogelijk maken.
Van de spieren kunnen we de plaatsing en dikte enigszins bepalen doordat hun pezen bij de aanhechtingspunten op het bot sporen achterlaten. Over het algemeen waren de dinosauriërs fors gespierd, vaak zwaarder dan zoogdieren van een vergelijkbare grootte. Veel afbeeldingen overdrijven dit echter; vooral de dijbeenspieren waren niet cilindervormig, zoals bij hagedissen, maar vormden een verticale vlakke laag verbonden aan het brede darmbeen. Plaatsen waar de musculatuur echter vaak te zwak wordt weergegeven zijn de achterkant van de schedel en de onderkaak; krachtige spieren versterkten de S-vorm van de nek. In hoeverre dinosauriërs vetvoorraden aanlegden, is onduidelijk; hoge kammen op de rug, zoals bij Spinosaurus, zijn weleens gezien als voorzien van vetbulten als bij een kameel.
Van de huid is iets bekend door huidafdrukken. Die tonen meestal kleine, niet-overlappende, bolle schubben van een paar millimeter doorsnee, die een flexibele laag vormden. Bij grotere afdrukken blijken die doorzaaid met rosetvormige grote schubben. De huid heeft sterke plooien die dwars staan op de lengterichting. Hoornlagen versterkten de vorm van schedeluitsteeksels, rugkammen, hoorns en klauwen. Sommige soorten tonen een huidskelet van osteodermen. Die zijn meestal rond en niet rechthoekig zoals bij de andere Archosauria. Het sterkst is dit ontwikkeld bij de Thyreophora: de stekels en platen van de Stegosauria zijn ook huidverbeningen; bij de Ankylosauria is dit ontwikkeld tot een volledig pantser, soms met beenknots op het eind van de staart.

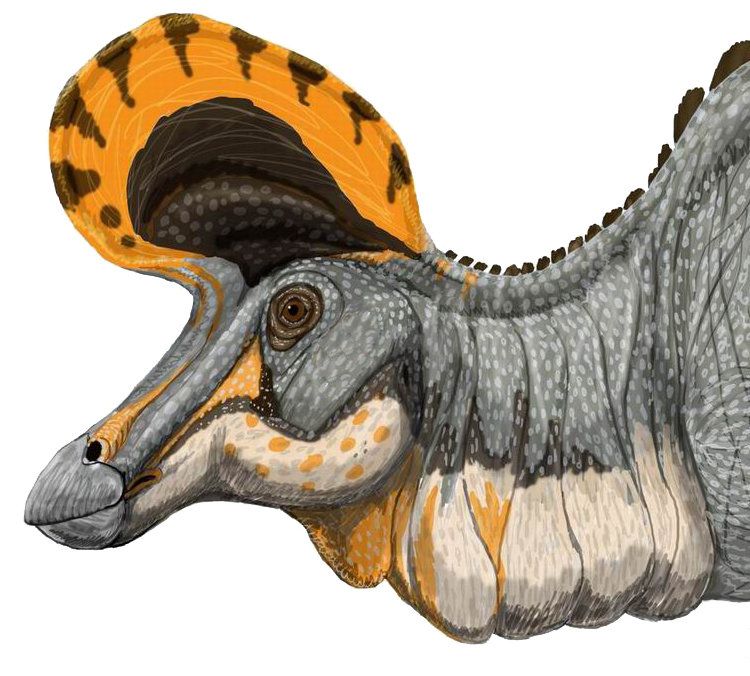
De schedelkam bij Lambeosaurus was misschien wel fel geel

Over de kleur van de huid – die ons beeld van een dier in belangrijke mate bepaalt – hebben we slechts indirecte aanwijzingen. De schubben bij vogels en krokodillen zijn meestal een vuil okergeel, bruin of olijfgroen; dit zou een uitstekende schutkleur zijn geweest bij de kleinere soorten. De grote soorten toonden wellicht een grijze tint zoals bij moderne grote zoogdieren, die ze in de verte doet vervagen. Vogels en krokodillen hebben echter, anders dan de meeste zoogdieren, een uitstekende kleurwaarneming. Vaak wordt daarom verondersteld dat uitgestorven dinosauriërs, net als de moderne vogels, op bepaalde lichaamsdelen gebruik maakten van felle contrasterende signaalkleuren, voor de communicatie binnen de soort. De schedelhoorntjes bij de theropoden, de schedelkammen bij de Hadrosauridae en de nekschilden van de ceratopiërs zijn voor de hand liggende plaatsen voor een kleuraccent.

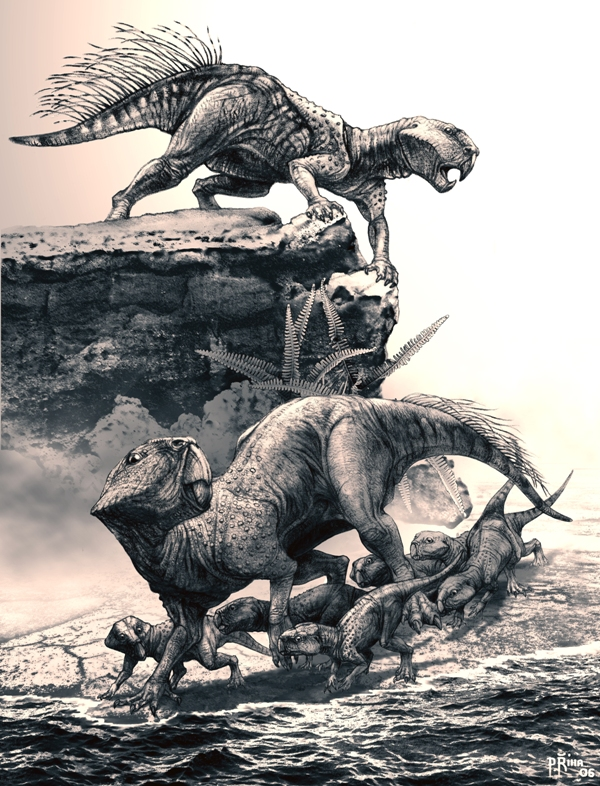
Psittacosaurus had een soort van haren

Bij bepaalde groepen dinosauriërs zijn er bewijzen gevonden van een lichaamsbedekking. Van de Saurischia hebben de vogels een verenkleed; de vroegste voorloper hiervan, in de vorm van dinodons, is aangetroffen bij een basaal lid van de ruimere groep van de Coelurosauria: Sinosauropteryx. Bij die soort is als eerste mesozoïsche dinosauriër in 2010 ook de kleur van het dinodons op de staart vastgesteld: roodbruin met witte ringen. De Eumaniraptora tonen een volledig verenkleed. De veren zijn gevormd uit de hoornlaag, bestaan uit bèta-keratine en zijn wellicht homoloog aan de bredere hoornschubben. In 2010 werd bij Anchiornis vastgesteld dat de slagpennen op vleugels en poten wit-zwarte banden hadden. Binnen de Ornithischia is bij Psittacosaurus een vacht op de staart bewaard gebleven, bestaande uit haarachtige borstels; bij Tianyulong een vacht die het hele lichaam bedekte en die lijkt op het dinodons. Een wellicht nauw aan de dinosauriërs verwante groep binnen de Archosauria, de Pterosauria, had ook een vacht. Het is onbekend of al deze structuren homoloog zijn en of ze duiden op het voorkomen van isolerende structuren bij een groot deel van de Archosauria. Het is mogelijk dat bij de grotere soorten alleen in de jeugd een lichaamsbedekking aanwezig is geweest, om de jongen warm te houden. De meest voor de hand liggende functie van haren en veren is namelijk het voorkomen van warmteverlies bij een hoge stofwisseling; ze zijn een sterke aanwijzing voor warmbloedigheid: voor een exotherm dier zijn ze in beginsel nadelig omdat ze het afsluiten van de warmtebron: de zon.

### Warmbloedigheid
De dinosauriërs waren, recht op hun poten staand en dus ook qua longfunctie gebouwd voor een langdurige inspanning, sterk aangepast aan de actieve fase van hun dagindeling. Dat kan het eenvoudigst verklaard worden door aan te nemen dat ze ook inderdaad langere tijd actief waren – heel anders dan de huidige koudbloedige reptielen, die al na een paar minuten uitgeput raken. Die verklaring wordt bevestigd door het onderzoek van fossiele sporen, dat uitwijst dat dinosauriërs een gemiddelde snelheid aanhielden die zelfs iets hoger was dan bij even grote zoogdieren. Ook hun maximumsnelheid lag gezien hun bouw zeker niet lager, maar het is de kruissnelheid die het meest zegt over het energieverbruik. Door de hoge activiteit konden ze ook meer voedsel vergaren. Dat levert geen direct voordeel op want die brandstof raakten ze weer kwijt aan juist die langere inspanning. Het evolutionair voordeel bestaat hierin dat wezens met een lagere activiteit en verbruik van de voedselbronnen worden uitgesloten en dus weggeconcurreerd. Langdurige inspanning vergt effectieve longen en hart – en ook daarvoor bestaan bij de dinosauriërs aanwijzingen. Daarbij waren veel dinosauriërs zo groot dat zelfs een simpel stappen een uitstekende zuurstofvoorziening vereiste. Ook is het voor een optimale enzymwerking nodig dat de lichaamstemperatuur constant gehouden wordt (homeothermie) in plaats van te variëren zoals bij koudbloedige reptielen (poikilothermie). Dit kan direct vastgesteld worden door onderzoek naar de verhouding van de zuurstofisotopen 16O en 18O, in bewaard gebleven origineel botmateriaal, die afhankelijk is van de hoogte van de lichaamstemperatuur toen het bot gevormd werd. Hieruit blijkt dat uitgestorven dinosauriërs homeotherm waren, met mogelijke uitzondering van de Nodosauridae, dus gepantserde vormen met een wellicht minder actieve levenswijze. Die constante temperatuur zal grotendeels opgebracht zijn door warmte van het lichaam zelf: dinosauriërs waren dus waarschijnlijk endotherm, net zoals de huidige dinosauriërs, de vogels, dat nog steeds zijn.
Bij de moderne vogels wordt de, zeer hoge: tot boven de 41 °C, constante lichaamstemperatuur nauwkeurig neuraal en hormonaal gecontroleerd en gereguleerd door de huiddoorbloeding en verdamping over de longen – en daardoor het warmteverlies – te variëren, zodat de temperatuurschommelingen minimaal zijn. De celstofwisseling in rusttoestand wordt echter grotendeels constant hoog gehouden, zodat er veel brandstof verbruikt wordt, ook als het dier juist warmte moet kwijtraken. Dit systeem, tachymetabolisme, is erg verkwistend: het energieverbuik ligt voor huidige warmbloedigen zo'n vijf à tienmaal hoger dan bij koudbloedigen. Door hun grootte konden dinosauriërs een alternatief systeem gebruiken: massa-endothermie of gigantothermie, waarbij het lichaam door zijn grote absolute massa de warmte, mede opgewekt door de spieractiviteit, vasthoudt. In het warme klimaat van het Mesozoïcum zou de afkoeling toch al erg laag geweest zijn.
Gigantothermie biedt duidelijke voordelen. Het rustmetabolisme en dus het energieverbruik kon veel lager liggen. Plantenetende dinosauriërs zouden hoe dan ook een enorm beslag gelegd hebben op de aanwezige hoeveelheid biomassa en dit effect zou dan worden getemperd. Ook het gevaar van oververhitting werd verminderd; het voorkomen van grote rugkammen en platen die als koelradiatoren konden dienen, wordt wel gezien als bewijs dat dit voor de zware dinosauriërs een ernstig risico inhield. Dat de dinosauriërs in het Mesozoïcum gemiddeld meer dan een ton wogen, terwijl er weinig moderne zoogdieren zijn in die gewichtsklasse, is wel beschouwd als een aanpassing aan massa-endothermie.
Gigantothermie kent echter ook haar beperkingen. Voor alle dinosauriërs moet gegolden hebben dat de lichaamstemperatuurschommelingen bij gigantothermie groter waren en dus de enzymhuishouding minder effectief. Het mechanisme was ongeschikt voor kleine soorten en de jongen van grotere soorten. Voor grotere soorten gold dat een lagere stofwisseling ook bij een hoge lichaamstemperatuur leidde tot een lagere spierkracht en een slechter uithoudingsvermogen. Ook in het Mesozoïcum waren de poolstreken nog vrij koud en toch zijn daar de resten van dinosauriërs aangetroffen. Als dus de dinosauriërs één enkel systeem bezaten, was dat de endothermie naar huidig model. Het is echter zeer wel mogelijk dat dinosauriërs een grote verscheidenheid aan metabolismen vertoonden. Wanneer de echte endothermie opdook binnen de groep is betwist. Sommigen menen, met een verwijzing naar de lichaamsbedekking en de botgroei, dat wellicht de Archosauriformes, de groep die nog omvattender is dan de Archosauria, oorspronkelijk al een verhoogde stofwisseling vertoonden.

### Voortplanting

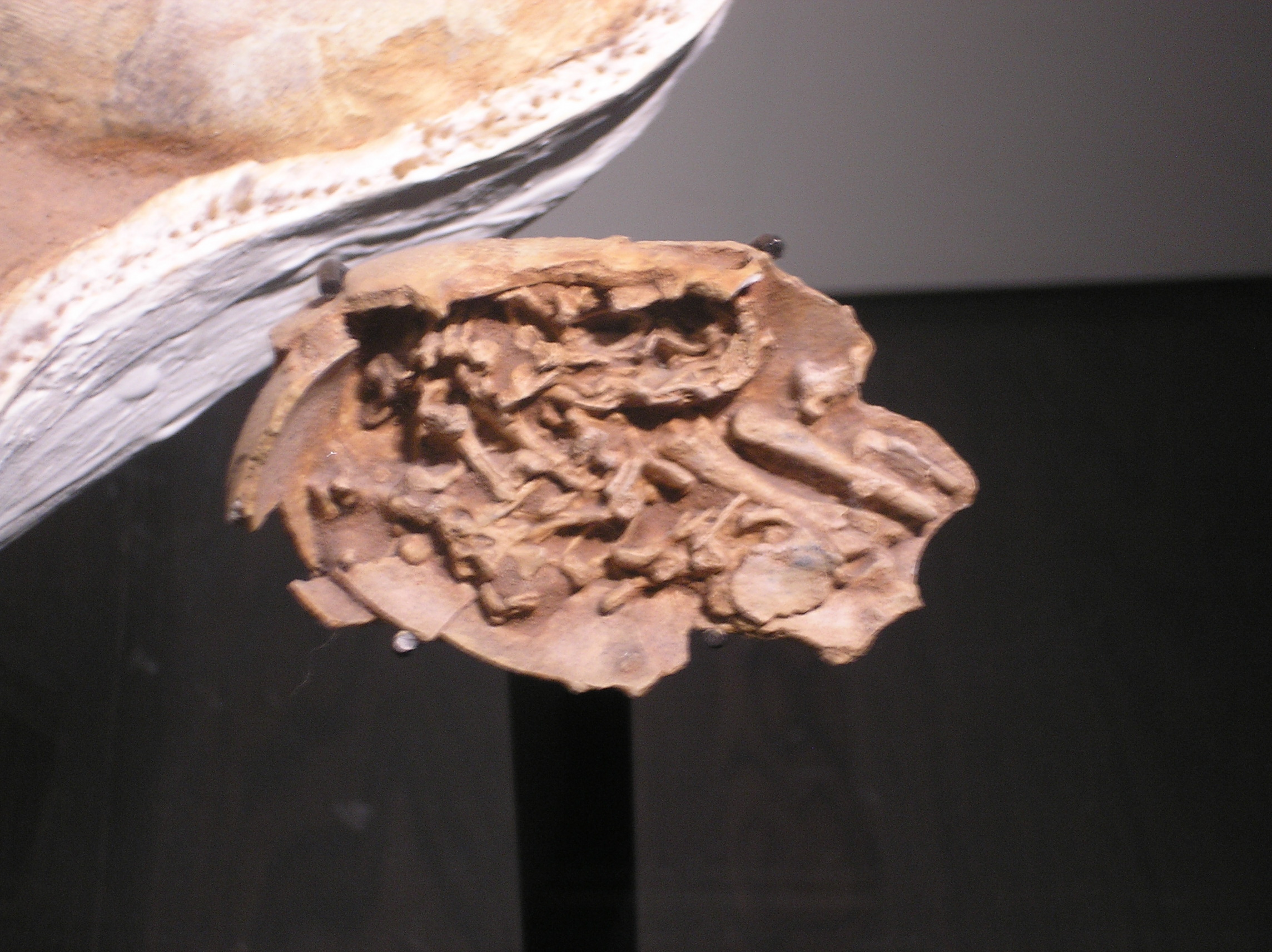
Een ei van Citipati met het bewaardgebleven embryo

Zowel krokodillen als vogels leggen eieren; voor de door Bakker geopperde veronderstelling dat sommige dinosauriërs levendbarend waren, is nooit enig bewijs gevonden. Fossiele schaalfragmenten van dinosauriëreieren zijn niet zeldzaam; in Zuid-Frankrijk, Amerika, Argentinië, Mongolië en China zijn hele broedkolonies teruggevonden, bij de Oviraptorosauria soms met een broedende moeder nog op het nest, een extra bewijs dat deze bevederde groep warmbloedig was. De eieren zijn zorgvuldig in een volgorde gelegd – niet op een hoopje zoals bij veel reptielen – soms in een spiraal, soms in rijen. Sommige fossiele eieren bevatten nog gefossiliseerde embryo's. Bij de theropoden hebben de eieren een structuur die wij nu alleen nog van de vogels kennen, met een harde kalkschaal; bij de andere groepen was de schaal zachter, zoals bij de huidige krokodillen. In 2020 stelde een studie dat het oorspronkelijke dinosauriërei lederachtig was en hardere schalen zich onafhankelijk bij verschillende subgroepen hebben ontwikkeld. Bij de Eumaniraptora zijn die harde schalen gekleurd ter camouflage. Het is omstreden hoe wijd verspreid en intensief de broedzorg was. Dinosauriëreieren waren meestal vrij klein in verhouding tot de massa van de moeder – het ei van de recent uitgeroeide olifantsvogel is het grootste dinosauriërei wat wij kennen – en de legsels waren tamelijk groot, variërend van enkele tientallen tot enkele honderden eieren per jaar, afhankelijk van de grootte van de soort. De meeste groepen dinosauriërs pasten in de voortplanting dus kennelijk een typische r-strategie toe met de klemtoon op de kwantiteit in plaats van de kwaliteit: slechte broedzorg die gecompenseerd werd door grote aantallen. Het ruimere nageslacht, dat het mogelijk maakt een toevallige terugval in de populatiegrootte snel te overwinnen, wordt wel gezien als een belangrijke factor bij de dominantie van de dinosauriërs.

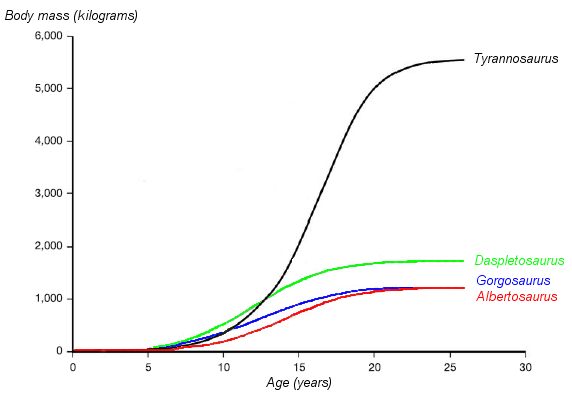
Groeicurves bij grote theropoden: eerst vrij langzaam, dan heel snel

Of ze nu wel of niet goed door hun ouders verzorgd werden, jonge dinosauriërs groeiden snel. Dit kan direct worden aangetoond door het fibrolamellair bot, doortrokken van steeds hun koers verleggende bloedvaten, dat door de snelle opbouw wordt afgezet. Koudbloedige reptielen blijven hun leven lang groeien, hoewel die groei geleidelijk vermindert, en hun bot toont mooie laagjes met sterke groeiringen. Ze kunnen alleen snel groeien als ze heel veel voedsel krijgen – maar dat kan een koudbloedig dier zich niet verschaffen doordat zijn activiteitsniveau te laag ligt. Huidige vogels groeien enorm snel: binnen één seizoen bereiken ook de grotere soorten vogels hun volwassen omvang. Daarna groeien ze niet of nauwelijks meer. Eenzelfde patroon is vastgesteld bij andere kleine theropoda. Bij Ornithischia, en Saurischia boven de vijftig kilo, was de groei echter eerst veel lager, gelijk aan die bij buideldieren. Pas in de tienerleeftijd vond een echte groeispurt plaats. Dit wordt wel gezien als een bewijs voor gigantothermie: pas als ze voldoende massa en dus temperatuursstabiliteit hadden verworven, kon de echte groei van start gaan. Een probleem bij deze analyse is dat maar van weinig soorten jongen bekend zijn en de leeftijd is bepaald op grond van groeiringen die als seizoenseffecten worden geïnterpreteerd, dus al uitgaande van de juistheid van de gigantothermie-hypothese. Dat de populatie van een soort grotendeels uit veel kleinere jongere dieren bestond, is wel gezien als verklaring voor het feit dat later in het Mesozoïcum het aantal kleinere soorten lijkt te verminderen: een grote soort kon met zijn jongen ook deze niches monopoliseren.

### Intelligentie
De meeste groepen dinosauriërs uit het Mesozoïcum hadden ongeveer hetzelfde relatieve hersengewicht als de huidige koudbloedige reptielen. Die laatsten zijn echter overwegend vleeseters en de meeste dinosauriërs waren toen planteneters, terwijl roofdieren meestal intelligenter zijn. Vleesetende dinosauriërs hadden een relatief hersengewicht dat tweemaal hoger lag dan bij huidige krokodilachtigen. Daar steken de Maniraptora weer bovenuit – natuurlijk de moderne vogels het sterkst, maar ook een soort als Troodon had al het drievoudige van een typische roofsauriër. De allergrootste soorten planteneters hadden daarentegen met soms slechts een paar gram per ton een encefalisatiegraad die de laagste is onder de Amniota. Veel van de hersenmassa werd, afgaande op afgietsels van de hersenpan, gebruikt voor primaire prikkelverwerking. De huidige koudbloedige reptielen tonen een beperkt gedragsrepetoir, geheugen en leervermogen. Reflexen spelen een grote rol; anticipatie van en aanpassing aan veranderende situaties zijn gering. Vaak worden aan de dinosauriërs buiten de vogels dezelfde intellectuele beperkingen toegeschreven.
Onze kennis van de intelligentie bij de dinosauriërs is echter erg onzeker. Aan het feit dat ze actieve dieren waren, zal hun verdere gedrag zijn aangepast. De encefalisatiegraad blijkt ook al bij huidige grote zoogdieren, zoals walvissen, geen passende maat te zijn en is dan ook lastig toepasbaar op de grootste dinosauriërs. Een ander probleem is dat we niet weten in hoeverre de hersenpan door de hersenen gevuld werd: traditioneel neemt men een percentage van 50% aan zoals bij hagedissen en de krokodilachtigen, maar het kan best meer geweest zijn. Bij Maniraptoriformes is aan de aderafdrukken zichtbaar dat de hele hersenpan opgevuld werd. De samenhang tussen relatieve hersengrootte en intelligentie is daarbij niet dwingend: wat in een klein dier voldoende is om bepaalde functies te vervullen, kan dat in een veel groter dier in principe ook zijn – en een libel laat al zien dat een paar honderdduizend zenuwknopen volstaan voor het uitvoeren van snel, complex en flexibel bewegings- en aanvalsgedrag. De hersencapaciteit van koudbloedige reptielen wordt begrensd door een slechte zuurstofvoorziening en lage stofwisseling, begrenzingen die de dinosauriërs waarschijnlijk niet kenden. Het kan dus zijn dat de hersens van de dinosauriërs een ingewikkelder gedrag mogelijk hebben gemaakt door een adequate programmering, een toeneming van de absolute grootte en een intensiever gebruik. De soorten in het Mesozoïcum zullen echter wel niet het niveau gehaald hebben van de moderne vogels, die in staat zijn tot het aanleren van een symbolentaal (papegaaien) of spontaan werktuiggebruik (kraaiachtigen). Moderne vogels hebben een tweemaal zo hoge neuronendichtheid als typische zoogdieren; onduidelijk is of dat ook al voor de vroegere dinosauriërs gold. De huidige Telluraves hebben de hoogste neuronendichtheid van alle bekende gewervelden, tot twaalfmaal die van schildpadden. Paleontoloog Dale Russell heeft gespeculeerd dat als de massa-extinctie was uitgebleven, niet de zoogdieren, maar de dinosauriërs misschien een soort met technologische capaciteiten zouden hebben voortgebracht: de dinosauroïde.

### Sociaal gedrag

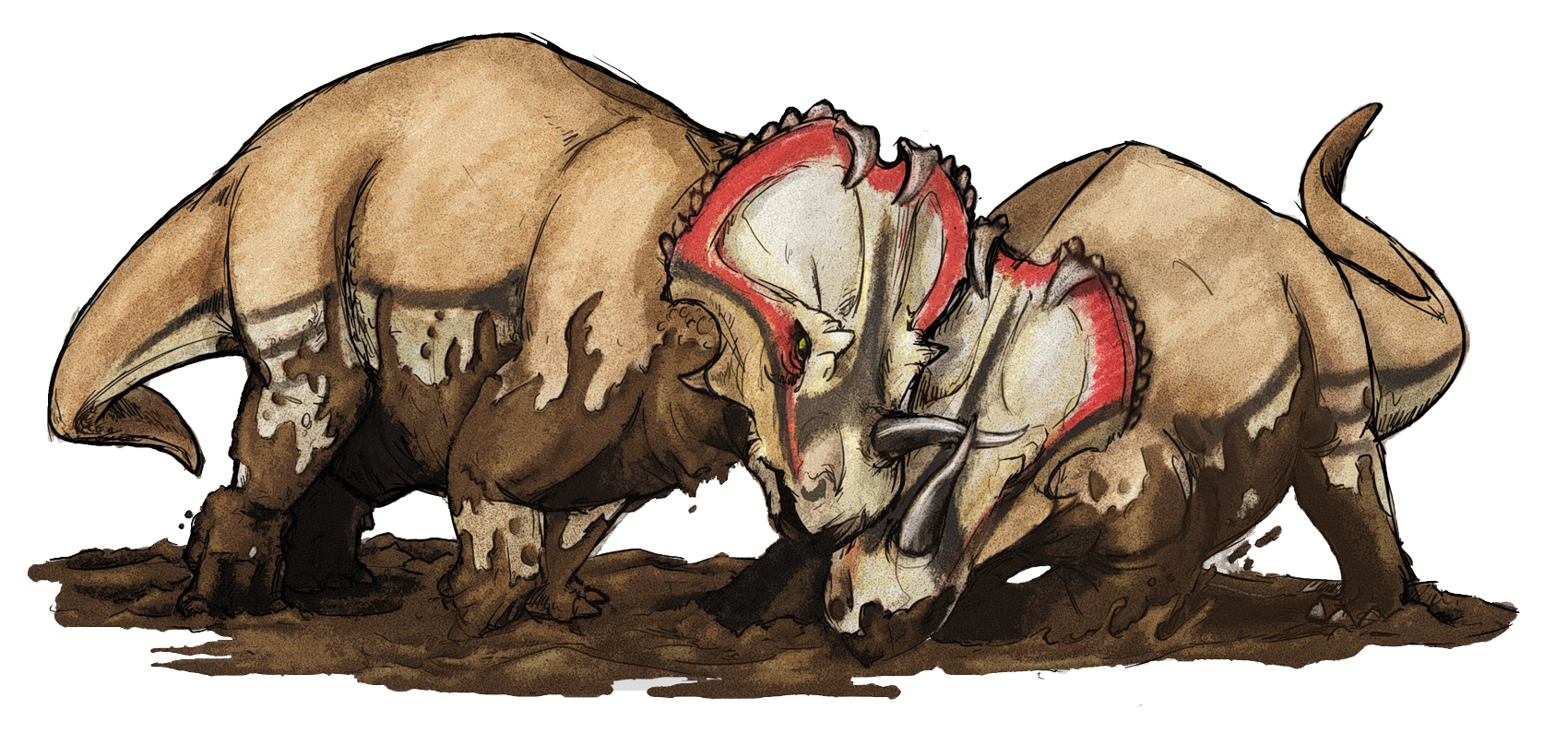
Vochten de mannetjes om wie de sterkste was?

Het sociaal gedrag is bij vogels en krokodilachtigen meestal beperkt tot voortplantingsgerelateerde situaties: balts, broedzorg door beide ouders, broedkolonies en familiegroepen die een territorium verdedigen. Hoewel zich ook daarbuiten vaak grote opeenhopingen van individuen voordoen, zijn dat meestal losse aggregaten, het effect van een tijdelijk voordeel om zich te verzamelen: de aantrekkingskracht die een rijke voedselbron uitoefent, de bescherming die de massa biedt tijdens de trek, de gezamenlijke, maar ongecoördineerde, aanval om roofdieren te verdrijven. Complexere relaties zoals een sociale hiërarchie met groepsleiders, bevestigd door dominantiegevechten; coalitievorming binnen de groep; een vaste taakverdeling; groepsgevechten of gecoördineerde samenwerking in aanval en verdediging, zijn er zover we weten zeer zeldzaam.
In het midden van de twintigste eeuw was het gebruikelijk om aan dinosauriërs geen grotere sociale capaciteiten toe te schrijven dan aan een poel kikkers. Door de dinosauriërrenaissance kwam een ander model in zwang: als wezens die in het Mesozoïcum dezelfde rol vervulden als de huidige zoogdieren, zouden de dinosauriërs ook wel jachtgroepen en kudden met een rijk sociaal leven gekend hebben. Tegenwoordig komt men daar weer wat op terug, vanwege het ontbreken van een duidelijk bewijs daarvoor. Bone beds tonen aan dat er zeer grote groepen gevormd werden, maar beantwoorden niet de vraag of die in een echte kudde georganiseerd waren. Sommige sporen lijken erop te wijzen dat bij groepen sauropoden de jonge dieren ter bescherming in het midden liepen, maar dit bewijs is niet eenduidig genoeg. De kammen bij hadrosauriërs dienden ongetwijfeld tot communicatie binnen de soort, maar misschien leidde die niet tot groepsvorming. Of de hoorns van de ceratopiërs naast verdediging ook het vaststellen van een sociale rangorde tot doel hadden, is onbekend. Aanwijzingen over gedrag in het algemeen zijn meestal al vaag en indirect; over het sociaal gedrag van uitgestorven dinosauriërs is het minst bekend. De r-strategie in de voortplanting met zeer grote aantallen jongen, terwijl die bij de grotere soorten gekoppeld was aan een te langzame groei om in één seizoen de volwassen grootte ook maar enigszins te benaderen, wijst erop dat de groepsvorming en socialisering in ieder geval fundamenteel van die van de huidige zoogdieren verschild moeten hebben. Ook in dit opzicht toonden de dinosauriërs van het Mesozoïcum dus eigenschappen die geen parallel hebben in de huidige wereld.

## Jurassic Park
Dinosauriërs spelen een prominente rol in de Jurassic Park-films. In deze films slagen wetenschappers erin om nieuwe dinosauriërs te klonen. Hiervan willen ze een toeristische attractie maken.

## Voetnoten
1. ↑  Vaak wordt het woord vertaald met "verschrikkelijke hagedissen". Richard Owen in zijn Report on British Fossil Reptiles, voetnoot onderaan pagina 103 van het Report of the Eleventh Meeting of the British Association for the Advancement of Science (juli 1841) legde zelf de etymologie uit als Gr. δεινὁς, fearfully great, σαὐρος, a lizard., dus de vreeswekkend grote omvang beklemtonend. Hoewel Sauria van sauros is afgeleid, is het niet het grammaticaal meervoud "hagedissen", maar een collectivum waarvan de Nederlandse vertaling "sauriërs" is
2. ↑  Padian, K.; May, C.L. (1993): 'The earliest Dinosaurs' in Lucas, S.G.; Morales, M. (eds.) The Non-marine Triassic, New Mexico Museum of Natural History and Science, p.379-381
3. ↑  De definitie in deze exacte vorm is een wijziging uit 2005 door Paul Sereno van Padians originele definitie die van "vogels" sprak in plaats van Passer. De allereerste definitie als klade werd in 1992 gegeven door Novas en noemde de Ornithischia, de Saurischia en de Herrerasauridae: de beide eerste groepen vormden dan samen de Eudinosauria, een begrip dat materieel overeenkwam met het huidige Dinosauria, en Dinosauria werd gereserveerd voor een ruimere groep met de Herrerasauridae, op de veronderstelling dat die buiten een Eudinosauria zouden vallen, een hypothese die door huidige analyses niet ondersteund wordt. De definitie met Iguanodon en Megalosaurus is gepubliceerd door George Olshevsky in An Annotated Dinosaur Checklist per Continent, San Diego 2000, maar de suggestie om die soorten te gebruiken werd al door Padian vermeld in 1998.
4. ↑  Het is geopperd dat Nyasasaurus, uit het Anisien, de onderste etage van het Midden-Trias, met een ouderdom van ongeveer 243 miljoen jaar, een dinosauriër zou zijn
5. ↑  Nesbitt, S.J.; Barrett, P.M.; Werning, S.; Sidor, C.A.; Charig, A.J. (2013): 'The oldest dinosaur? A Middle Triassic dinosauriform from Tanzania' in Biology Letters 9: 20120949. doi:10.1098/rsbl.2012.0949
6. ↑  Baron, M.G.; Norman, D.B.; Barrett, P.M. (2017): 'A new hypothesis of dinosaur relationships and early dinosaur evolution' in Nature, Volume 543, p. 501–506
7. ↑  Irmis, R.B.; Parker, W.G.; Nesbitt, S.J.; Liu, J. (2007): 'Early ornithischian dinosaurs: the Triassic record' in Historical Biology, Volume 19, Issue 1, p. 3–22
8. ↑  Norman, D. (1985): The Illustrated Encyclopedia of Dinosaurs. An original and compelling insight into life in the dinosaur kingdom, Salamander Books, p. 194
9. ↑  Jakovlev, N.N. (1922): 'Vymiranye i Evo Prichiny kak Osnovnoy Vopros Biologii' in Mysl, 2, p. 1-36
10. ↑  Wieland, G.R. (1925): 'Dinosaur Extinction', The American Naturalist, Volume 59, No. 665, p. 557-565, waaronder de beruchte theorie dat de zoogdieren de eieren opaten
11. ↑  Benton, M.J. (1990): 'Scientific Methodologies in Collision. The History of the Study of the Extinction of the Dinosaurs' in Evolutionary Biology, Volume 24, p. 371-400
12. ↑  Alvarez, L. W., 1983, 'Experimental evidence that an asteroid impact led to the extinction of many species 65 million years ago', Proc. Natl. Acad. Sci. USA 80:627-642
13. ↑  Sakamoto, M., Benton, M. J., Venditti, C. (2015). Dinosaurs in decline tens of millions of years before their final extinction. School of Biological Sciences, University of Reading, Reading RG6 6BX, United Kingdom; and School of Earth Sciences, University of Bristol, Bristol BS8 1RJ, United Kingdom. https://www.pnas.org/content/113/18/5036.full.pdf
14. ↑  Bakker, R. T., 1977, 'Tetrapod mass extinctions. A model of the regulation of speciation rates and immigration by cycles of topographic diversity' in Patterns of Evolution as Illustrated by the Fossil Record (A. Hallam, ed.), pp. 439-468, Elsevier, Amsterdam
15. ↑  Joseph A. Bonsor; Paul M. Barrett; Thomas J. Raven & Natalie Cooper, 2020, "Dinosaur diversification rates were not in decline prior to the K-Pg boundary", Royal Society Open Science 7(11): Article ID: 201195
16. ↑  Jean Le Loeuff, 2012, 'Paleobiogeography and biodiversity of Late Maastrichtian dinosaurs: how many dinosaur species went extinct at the Cretaceous-Tertiary boundary?', Bulletin de la Société Géologique de France 183(6): 547-559
17. ↑  Mark A. Richards, Walter Alvarez, Stephen Self, Leif Karlstrom, Paul R. Renne, Michael Manga, Courtney J. Sprain, Jan Smit, Loÿc Vanderkluysen and Sally A. Gibson, 2015, 'Triggering of the largest Deccan eruptions by the Chicxulub impact', Geological Society of America Bulletin doi: 10.1130/B31167.1
18. ↑  Alfio Alessandro Chiarenza; Alexander Farnsworth; Philip D. Mannion; Daniel J. Lunt; Paul J. Valdes; Joanna V. Morgan & Peter A. Allison, 2020, "Asteroid impact, not volcanism, caused the end-Cretaceous dinosaur extinction". Proceedings of the National Academy of Sciences of the United States of America 117 (29): 17084–17093
19. ↑  Lowell Dingus, Timothy Rowe, The Mistaken Extinction: Dinosaur Evolution and the Origin of Birds, New York 1998
20. ↑  Genesis 6:4
21. ↑  Mantell, Gideon A., 1825, 'Notice on the Iguanodon, a newly discovered fossil reptile, from the sandstone of Tilgate forest, in Sussex', Philosophical Transactions of the Royal Society 115: 179–186
22. ↑  Buckland, W., 1824, 'Notice on the Megalosaurus or great Fossil Lizard of Stonesfield', Transactions of the Geological Society of London, series 2, volume 1: 390–396
23. ↑  R. Owen, 1842, 'Report on British fossil reptiles, part II', Report of the British Association for the Advancement of Science 11: 60-204
24. ↑  Swinton, W. E., 1939, 'Observations on the extinction of vertebrates', Proc. Geol. Assoc. 50:135-146
25. ↑  Bakker, R.T., 1968, 'The superiority of dinosaurs', Discovery, v. 3(2), p. 11-22
26. ↑  Bakker, R.T., 1972, 'Anatomical and ecological evidence of endothermy in dinosaurs', Nature 238:81-85.
27. ↑  R.D.K. Thomas en E.C. Olson (Eds), 1980, A Cold Look at the Warm-Blooded Dinosaurs
28. ↑  Bakker, R. T., Galton, P., 1974, 'Dinosaur monophyly and a new class of vertebrates', Nature 248:168-172
29. ↑  Ostrom, John H., 1973, 'The ancestry of birds', Nature 242: 136
30. ↑  Ostrom, J., 1974, 'Archaeopteryx and the Origin of Flight', The Quarterly Review of Biology Vol. 49, No. 1
31. ↑  Bakker, R.T. (1986). The Dinosaur Heresies: New Theories Unlocking the Mystery of the Dinosaurs and Their Extinction, 481pp. ISBN 0-688-04287-2
32. ↑  Paul, G.S. (1988). Predatory Dinosaurs of the World: A Complete Illustrated Guide. A New York Academy of Sciences book. Simon & Schuster, New York, 464 pp. ISBN 0-671-61946-2 & ISBN 0-671-68733-6
33. ↑  Michael J. Benton, 2015, 'Palaeodiversity and formation counts: redundancy or bias?', Palaeontology DOI: 10.1111/pala.12191
34. ↑  de Greef, R., 2011, 'Vijf krijsende Gigantoraptors', NRC Next 2011(26 juli): 2
35. ↑  Dit betekent dat het in beginsel even waarschijnlijk is dat de eerste dinosauriër wel of geen open acetabulum bezat: in beide gevallen zijn er twee veranderingsstappen nodig. Of hij had er een (één stap) zodat de gesloten kom bij Saturnalia secundair is (tweede stap) of hij had er geen zodat de open heupkom zich onafhankelijk bij de Theropoda en Ornithischia ontwikkeld heeft – wat weer twee stappen vergt. In samenhang met andere kenmerken kan een analyse echter alsnog als resultaat hebben dat het kenmerk een synapomorfie is
36. ↑  Joel D. Hutson, 2014, 'Quadrupedal dinosaurs did not evolve fully pronated forearms: new evidence from the ulna', Acta Palaeontologica Polonica
37. ↑  Casey M. Holliday, Lawrence M. Witmer, 2008, 'Cranial Kinesis in Dinosaurs: Intracranial Joints, Protractor Muscles, and Their Significance for Cranial Evolution and Function in Diapsids', Journal of Vertebrate Paleontology, 28 (4): 1073-1088
38. ↑  Peczkis, J., 1994, 'Implications of body-mass estimates for dinosaurs', Journal of Vertebrate Paleontology 14(4): 520-33
39. ↑  Het is ook vermoed dat door een schrijffout de lengte een derde hoger vermeld werd. Zie: Woodruff, D. Cary and John R. Foster, 2014, 'The fragile legacy of Amphicoelias fragillimus (Dinosauria: Sauropoda; Morrison Formation latest Jurassic)', Volumina Jurassica. December 2014. Pages 211-220
40. ↑  Eoin J. O’Gorman & David W.E. Hone, 2012, 'Body Size Distribution of the Dinosaurs', PLoS ONE 7(12): e51925
41. ↑  Farmer, C.G., and K. Sanders. 2010. 'Unidirectional airflow in the lungs of alligators', Science 327(5963): 338-340
42. ↑  Fucheng Zhang, Stuart L. Kearns, Patrick J. Orr, Michael J. Benton, Zhonghe Zhou, Diane Johnson, Xing Xu, and Xiaolin Wang, 2010, 'Fossilized melanosomes and the colour of Cretaceous dinosaurs and birds', Nature advanced online publication, 27 January 2010
43. ↑  Li Q., Gao K-Q., Vinther J., Shawkey M.D., Clarke J.A., D'Alba L., Meng Q., Briggs D.E.G., Prum R.O., 2010, 'Plumage Color Patterns of an Extinct Dinosaur', Science Express, 10.1126/science 1186290
44. ↑  Pontzer H., Allen V., Hutchinson J.R., 2009, 'Biomechanics of Running Indicates Endothermy in Bipedal Dinosaurs', PLoS ONE 4(11): e7783. doi:10.1371/journal.pone.0007783
45. ↑  Romain Amiot, Christophe Lécuyer, Eric Buffetaut, Gilles Escarguel, Frédéric Fluteau and François Martineau, 2006, 'Oxygen isotopes from biogenic apatites suggest widespread endothermy in Cretaceous dinosaurs', Earth and Planetary Science Letters, Volume 246, Issues 1-2, 15 June 2006, Pages 41-54
46. ↑  Seymour, R.S. 2013, 'Maximal Aerobic and Anaerobic Power Generation in Large Crocodiles versus Mammals: Implications for Dinosaur Gigantothermy', PLoS ONE 8(7): e69361. doi:10.1371/journal.pone.0069361
47. ↑  Ricqlès, A. de, K. Padian, F. Knoll and J.R. Horner, 2008, 'On the origin of high growth rates in archosaurs and their ancient relatives: Complementary histological studies on Triassic archosauriforms and the problem of a phylogenetic signal in bone histology', Annales de Paléontologie 94: 57-76
48. ↑  Mark A. Norell; Jasmina Wiemann; Matteo Fabbri; Congyu Yu; Claudia A. Marsicano; Anita Moore-Nall; David J. Varricchio; Diego Pol & Darla K. Zelenitsky, 2020, "The first dinosaur egg was soft", Nature 583(7816): 406–410
49. ↑  Jasmina Wiemann; Tzu-Ruei Yang & Mark A. Norell. 2018. 'Dinosaur egg colour had a single evolutionary origin', Nature
50. ↑  Werner J., Griebeler E.M., 2013, 'New Insights into Non-Avian Dinosaur Reproduction and Their Evolutionary and Ecological Implications: Linking Fossil Evidence to Allometries of Extant Close Relatives', PLoS ONE 8(8): e72862. doi:10.1371/journal.pone.0072862
51. ↑  Dit is gebaseerd op oude schattingen. In feite liggen de percentages tussen de 31% en 42%.
52. ↑  Seweryn Olkowicz, Martin Kocourek, Radek K. Lučan, Michal Porteš, W. Tecumseh Fitch, Suzana Herculano-Houzel, and Pavel Němec, 2016, 'Birds have primate-like numbers of neurons in the forebrain', Proceedings of the National Academy of Sciences doi:10.1073/pnas.1517131113